# Ázerbájdžán
Ázerbájdžán, plným názvem Ázerbájdžánská republika (ázerbájdžánsky Azərbaycan Respublikası), je transkontinentální a vnitrozemský stát na pomezí jihozápadní Asie a východní Evropy. Je součástí jižního Kavkazu, na východě je ohraničen Kaspickým mořem, na severu sousedí s ruskou republikou Dagestán, na severozápadě s Gruzií, na západě s Arménií a Tureckem a na jihu s Íránem. Geografii určuje pobřeží Kaspického moře na východě, pohoří Velkého Kavkazu na severu a Malého Kavkazu na západě a rozsáhlé roviny ve středu země; převládá studené stepní podnebí. Ázerbájdžán se dělí na 67 rajónů a 11 měst, na ploše asi 87 000 km² žije 10,4 milionu obyvatel. Hlavním a největším městem je Baku, mezi další velká města patří Sumqayıt, Gjandža, Xırdalan a Mingačevir. Většinu obyvatel země tvoří Ázerbájdžánci, největšími etnickými menšinami jsou Lezgové a Talyšové. Úředním jazykem je ázerbájdžánština, 97 % obyvatel se hlásí k islámu.
Území dnešního Ázerbájdžánu ovládala nejprve kavkazská Albánie a později různé perské říše. Až do 19. století zůstávalo součástí kádžárovského Íránu, ale rusko-perské války v letech 1804-1813 a 1826-1828 přinutily kádžárovskou říši postoupit svá kavkazská území Ruskému impériu; Gulistánská dohoda z roku 1813 a Turkmenčajská dohoda z roku 1828 vymezily hranici mezi Ruskem a Íránem. Oblast severně od řeky Araks byla součástí Íránu, dokud ji v 19. století nedobylo Rusko, kde byla spravována jako součást Kavkazského místokrálovství.
Koncem 19. století se vytvořila ázerbájdžánská národní identita, když Ázerbájdžánská demokratická republika vyhlásila v roce 1918, rok po rozpadu ruského impéria, nezávislost na Zakavkazské demokratické federativní republice a stala se prvním sekulárním demokratickým státem s muslimskou většinou. V roce 1920 byla země dobyta a začleněna do Sovětského svazu jako Ázerbájdžánská sovětská socialistická republika. V srpnu 1991, krátce před rozpadem Sovětského svazu, vyhlásila svou nezávislost moderní Ázerbájdžánská republika. V září 1991 etnická arménská většina v oblasti Náhorního Karabachu vytvořila samozvanou Republiku Arcach, která se po skončení první války o Náhorní Karabach v roce 1994 stala de facto nezávislou, ačkoli region a sedm okolních okresů zůstaly mezinárodně uznány jako součást Ázerbájdžánu. Po druhé válce o Náhorní Karabach v roce 2020 se sedm okresů a části Náhorního Karabachu vrátily pod kontrolu Ázerbájdžánu. Ázerbájdžánská ofenzíva v roce 2023 ukončila existenci Republiky Arcach a vedla k útěku Arménů z Náhorního Karabachu.
Ázerbájdžán je unitární poloprezidentská republika, zákonodárnou moc má jednokomorové Národní shromáždění. Vláda v praxi funguje jako autoritářský režim; ačkoli se v zemi pravidelně konají volby, jsou poznamenány volebními podvody. Vláda strany Nový Ázerbájdžán je obviňována z autoritářství a zhoršování stavu lidských práv v zemi, včetně rostoucího omezování občanských svobod, zejména svobody tisku a politických represí. Země je považován za nejsekulárnější muslimskou zemi na světě. Ázerbájdžán patří mezi rozvojové země a v indexu lidského rozvoje mu patří 89. místo. Ekonomika je do značné míry závislá na těžbě ropy a zemního plynu, která tvoří 90 % vývozu a dvě třetiny HDP. Je jedním ze šesti nezávislých turkických států a aktivním členem Organizace turkických států a Mezinárodní organizace turkické kultury. Je členem OSN, Rady Evropy, Hnutí nezúčastněných zemí, Organizace pro bezpečnost a spolupráci v Evropě a programu Partnerství pro mír NATO. Je jedním ze zakládajících členů GUAM, Společenství nezávislých států a Organizace pro zákaz chemických zbraní. Ázerbájdžán je pozorovatelem ve Světové obchodní organizaci.

## Dějiny

### Starověk a středověk

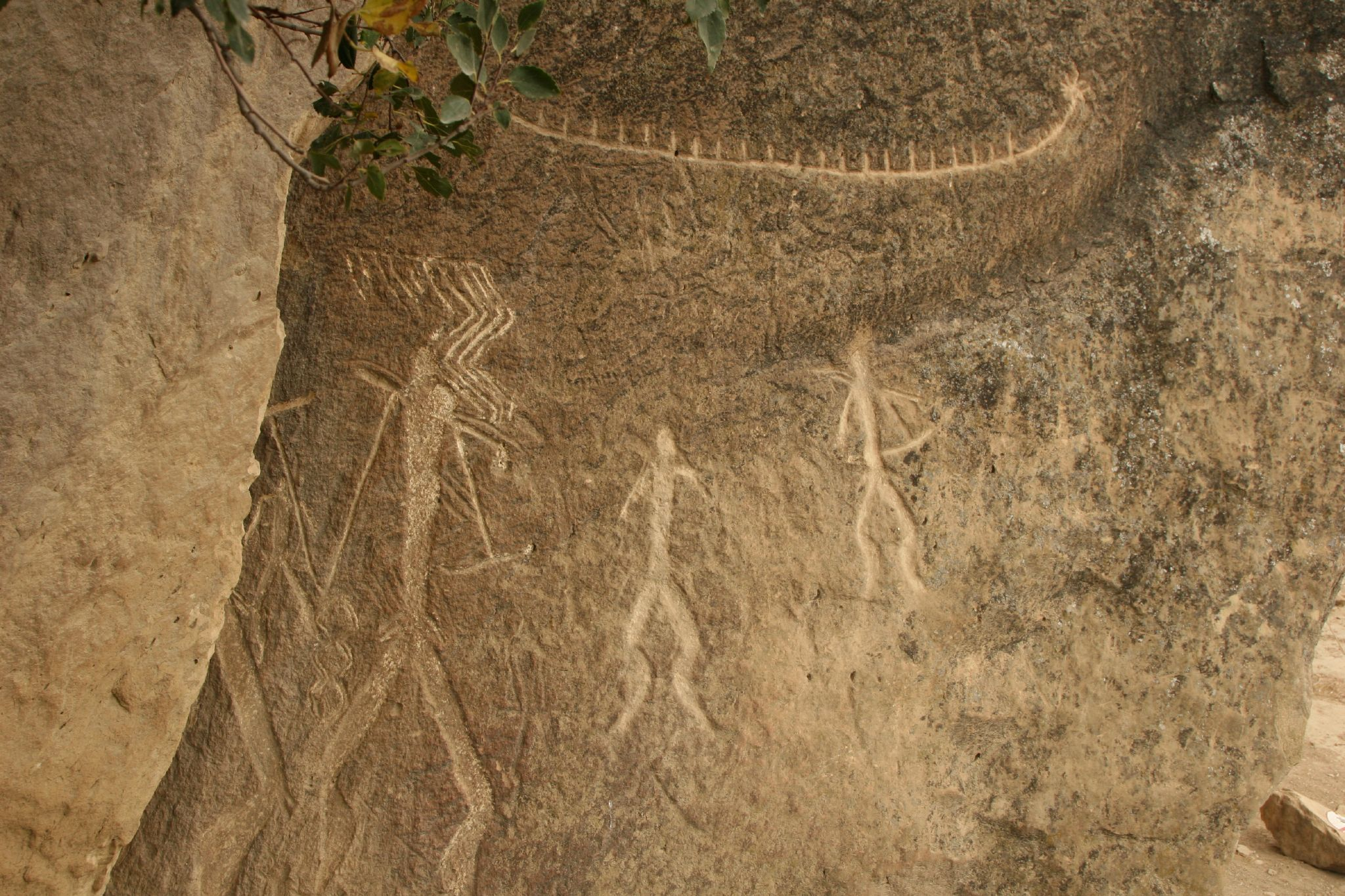
Skalní rytina v Qobustanu

V jeskyni Azich (v Náhorním Karabachu) se našly doklady o 300 000 let starém osídlení neandertálců. V Qobustanské archeologické rezervaci bylo nalezeno 6 000 skalních kreseb. Odhad stáří některých z nich je až 40 000 let. V 9. století př. n. l. území obývali Skytové. Ti byli vytlačeni Médy, kteří v 8. a 7. století rozvinuli mocnou říši. Ta byla okolo roku 550 př. n. l. včleněna do Achaimenovské říše. Achaimenovci v oblasti rozšířili zoroastrismus.

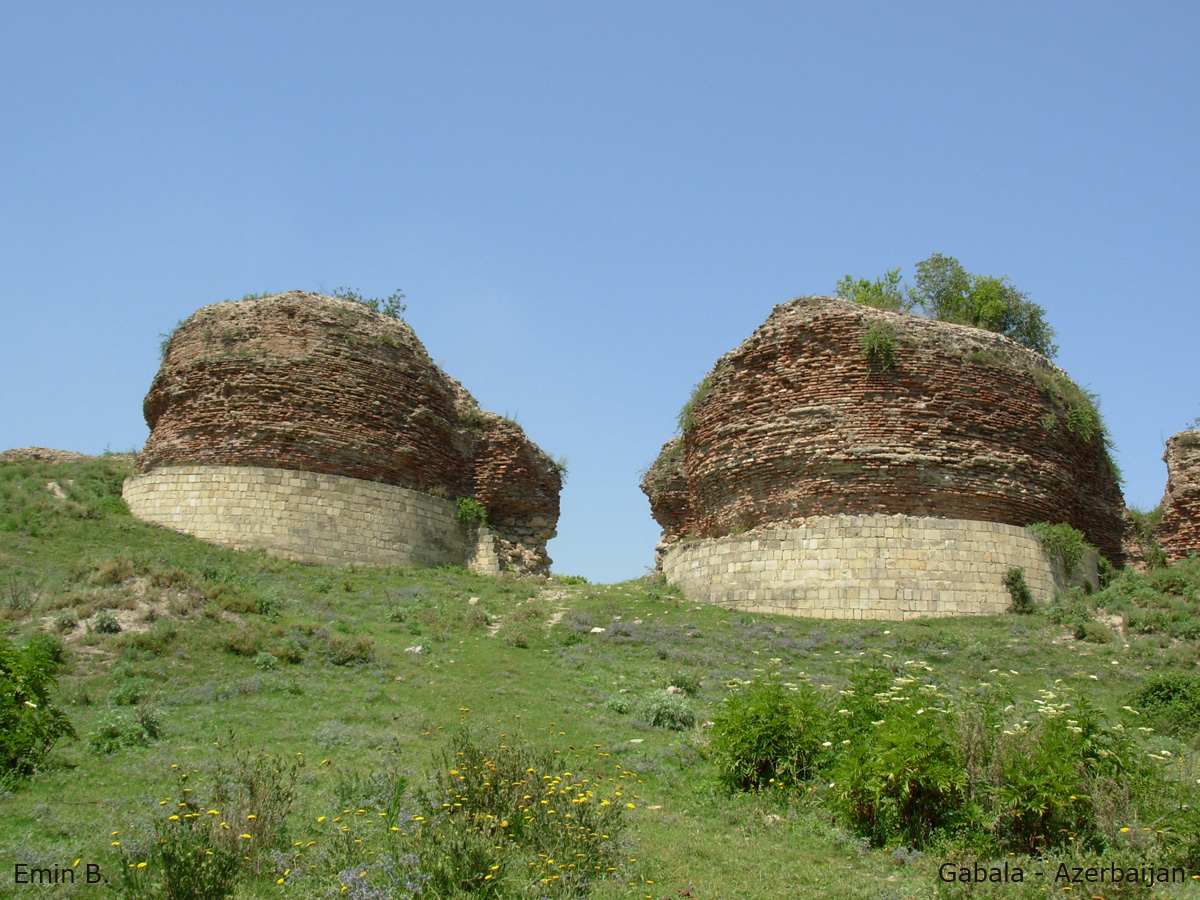
Ruiny brány města Qəbələ, hlavního města Kavkazské Albánie

Na severu území existoval od 1. století př. n. l. do 10. století státní útvar pod názvem Kavkazská Albánie. Jeho hlavní město, dnešní Qəbələ, leželo na území současného Ázerbájdžánu. O albánské území usilovali Řekové, Římané i Peršané, v roce 252 se nakonec Albánie stala vazalem Sasánovské říše. Ve 4. století přijal albánský král Urnayr křesťanství a učinil ho státním náboženstvím. Tento moment i celé téma Kavkazských Albánců, obývajících z velké části Náhorní Karabach, se staly ve 20. století předmětem nacionalisticky podbarvených historických sporů – zatímco Arméni zdůrazňují křesťanský charakter Kavkazské Albánie, vliv arménské apoštolské církve na její christianizaci a přijetí arménského písma vytvořeného Mesropem Maštocem, Azerové poukazují na specifický etnický původ starých Albánců, které považují za prapředky svého národa. Udinové žijící dnes na území Ázerbájdžánu a vyznávající nadále křesťanství jsou potomky starých Albánců a mají být důkazem jejich etnické osobitosti. Mluví udinštinou, jež patří k severovýchodokavkazským jazykům, jejichž původ je ovšem záhadný, což umožňuje řadu nacionalisticky motivovaných spekulací. Etnicky příbuzní jsou snad s Lezgy a Hunzy.

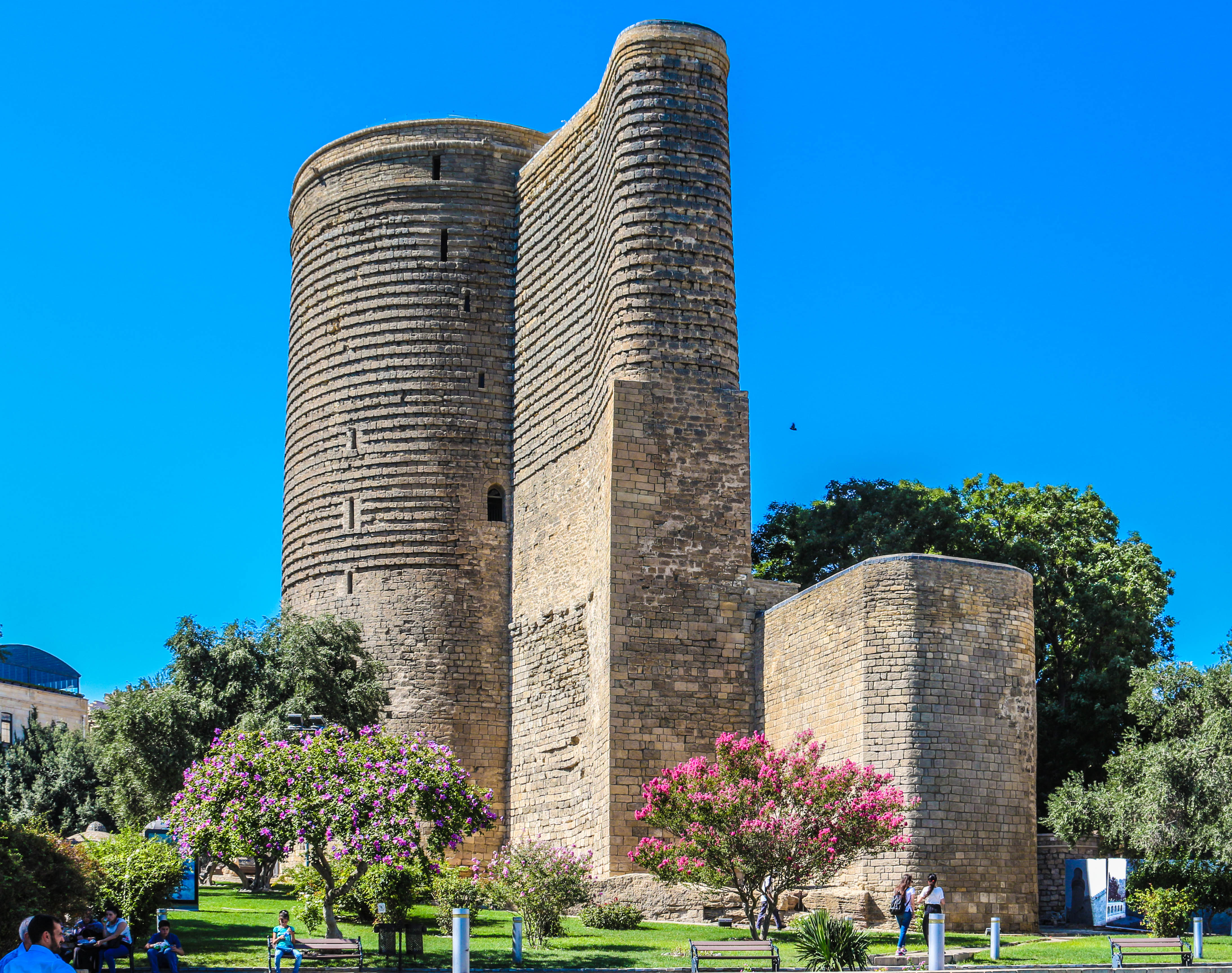
Historická Panenská věž v Baku z 12. století je symbolem Ázerbájdžánu

Každopádně se albánské křesťanství neudrželo dlouho, v 7. století totiž sasánovské území dobyli Arabové. Následovala násilná islamizace. Dževanšerovo křesťanské povstání bylo Umajjovci roku 667 potlačeno. Po pádu chalífátu se v 9. století moci chopily některé lokální dynastie, v 11. století však následoval vpád Oghuzů a země byla silně turkizována, čímž vznikl i turkický základ dnešní ázerbájdžánštiny. Roku 1067 se území stalo součástí Seldžucké říše, v oblasti vládla dynastie Ildegizidů. Na konci 14. století na území dnešního Ázerbájdžánu vznikly dva státy: Karakojunluská říše (1375–1468) a Akkojunluská říše (1378–1508). V době Temerlánovy expanze se staly vazaly jeho Timurovské říše, ale po Temerlánově smrti roku 1405 se jim otevřel prostor k nezávislé existenci.
Mnozí z vládců akkojunluské dynastie byli sezdáni s řeckými princeznami, včetně zakladatele dynastie Uzuna Hasana. Roku 1467 se Uzunu Hasanovi podařilo porazit karakojunluského panovníka Džahánšáha a ovládnout jeho území. Smrtí Uzunova syna Jákúba ibn Uzun Hasana začala občanská válka, které využili perští Safíovci, konkrétně šáh Ismá‘íl I., který oblast ovládl roku 1538. Převrat obyvatelstvo snášelo dobře, neboť dobyvatelé byli šíité stejně jako většina populace akkojunluské říše, zatímco staří vládci byli sunnité.[zdroj?]

### Novověk

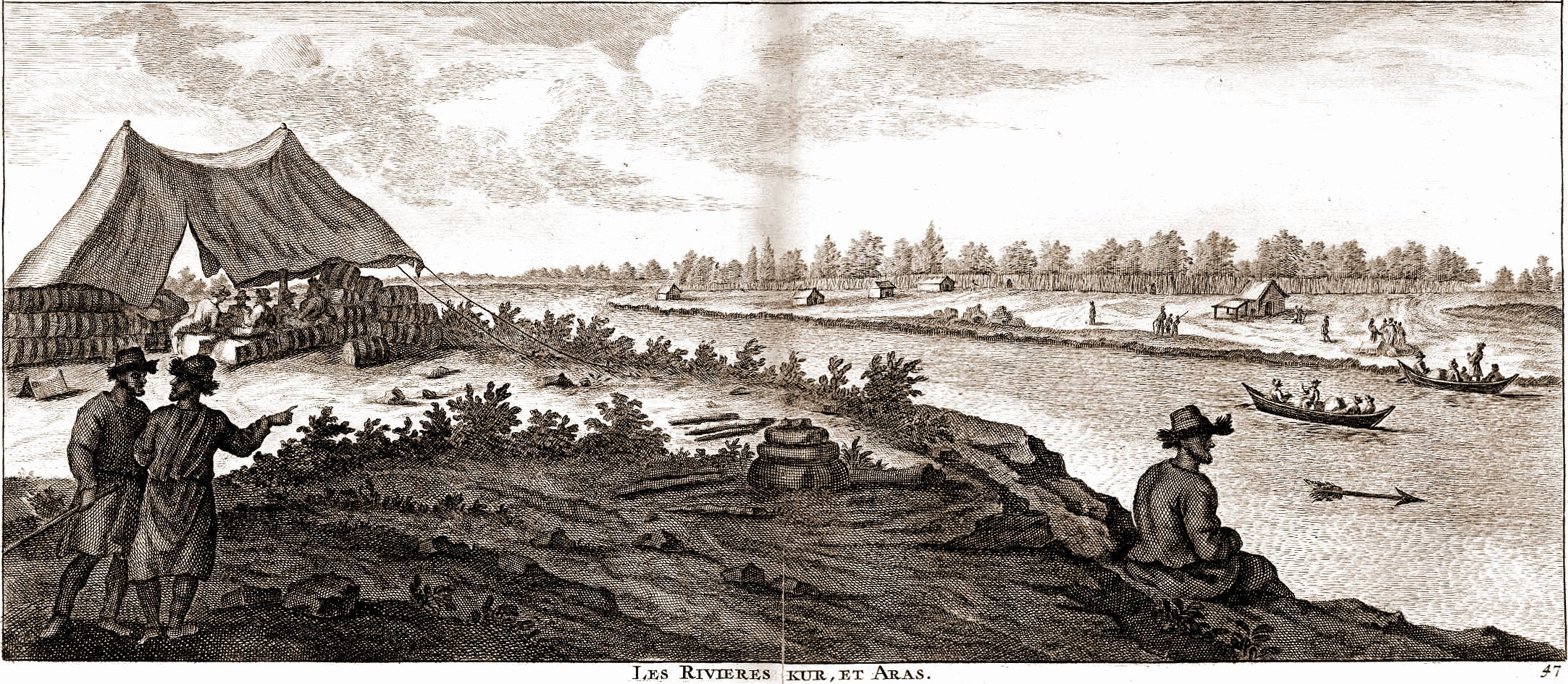
Říční obchod v Širvanu (1714)

Vláda perské dynastie Safíovců v 16. století znamenala období rozkvětu, protože země byla zapojena do obchodních vztahů Perské říše. Osmanům se nakrátko podařilo obsadit části dnešního Ázerbájdžánu v důsledku osmansko-safíjovské války v letech 1578–1590. Počátkem 17. století však byli vyhnáni safíjovským vládcem Abbásem I. (vládl 1588–1629). V 18. století do vývoje oblasti zasáhlo Rusko v důsledku rusko-perské války (1722–1723). Postupně se mu podařilo obsadit pobřeží Kaspického moře s významným městem Baku. Tato území zůstala v ruských rukou jen krátce, podle smluv z Raštu (1732) a z Gjandži (1735) je navrátilo zpět Persii. Tam se vzápětí chopila moci nová dynastie Afšárovců, posléze Zandů a Kádžárovců.[zdroj?]

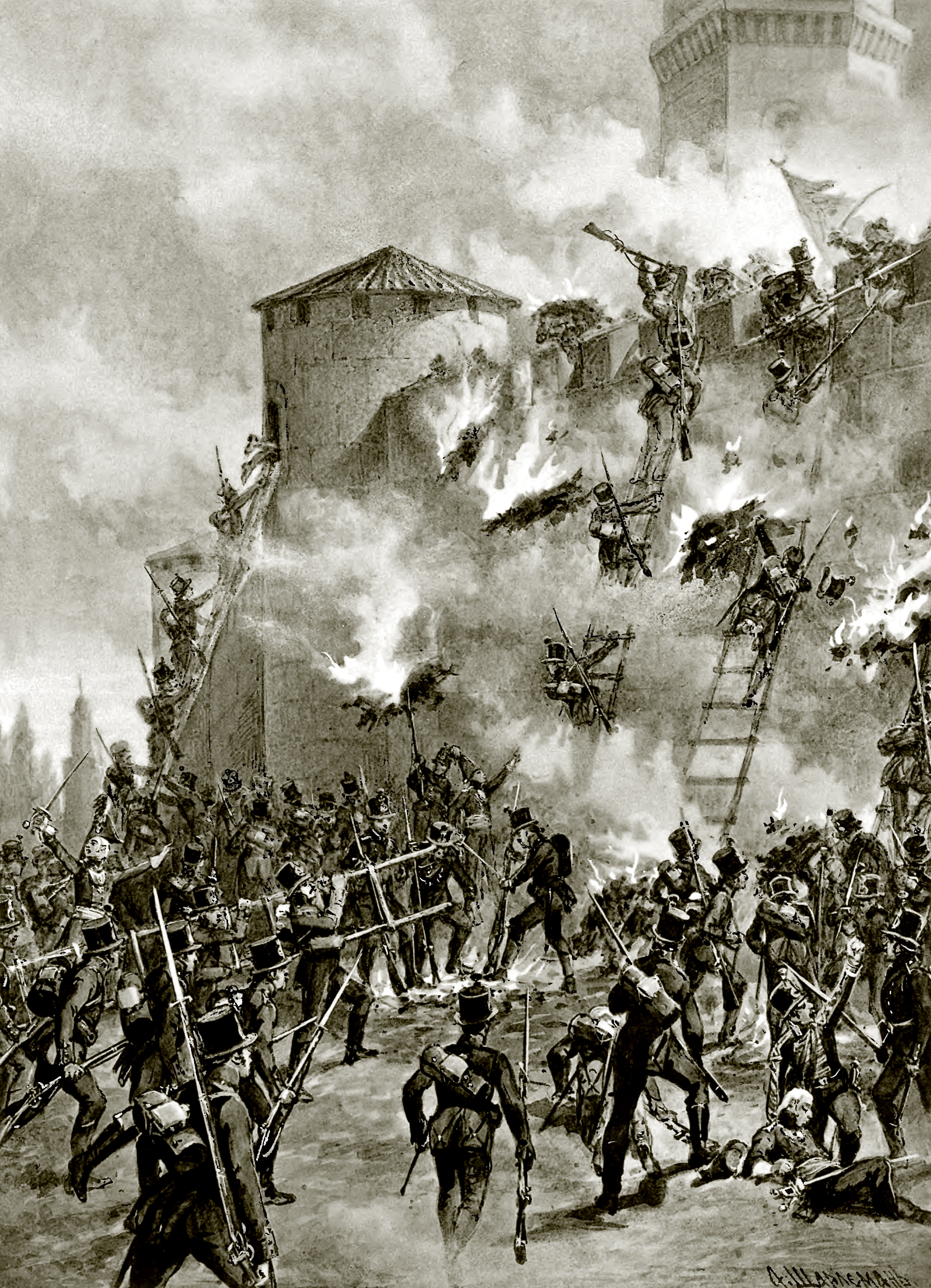
Bitva o Gjandžu roku 1804

Právě Kádžárovci museli sledovat, jak se ruský apetit v 19. století znovu zvýšil. V roce 1804 Rusové napadli a vyplenili město Gjandža, což vyvolalo rusko-perskou válku v letech 1804–1813, kterou Rusové vyhráli. Gulistánská mírová dohoda pak určila, že Persie musí Rusku postoupit Gruzii a území Dagestán, které tvoří většinu dnešního Ázerbájdžánu. Rusové Gulistánskou dohodu porušili další invazí roku 1826, jejímž důsledkem byla další rusko-perská válka v letech 1826–1828. Předjednaná britská pomoc nedorazila a Peršané znovu prohráli. Tato válka měla pro Persii ještě horší důsledky než válka předchozí, neboť následná dohoda z Turkmenčaje ji zbavila posledních zbývajících území na Kavkaze, včetně jižního zbytku dnešního Ázerbájdžánu, tedy Karabašského, Jerevanského a Gjandžského chanátu. Dobytá území zůstala pod ruskou nadvládou 160 let.
Po začlenění všech kavkazských perských území do Ruského impéria byla nová hranice mezi Persií a Ruskem ustavena na řece Araks, takže historické azerské území bylo rozděleno. Tato hranice je i dnes hranicí Ázerbájdžánu a Íránu, proto má Írán na svém území velkou azerskou menšinu. Počet etnických Azerů v Íránu dokonce výrazně převyšuje počet obyvatel Ázerbájdžánu, a to zhruba o pět milionů. Navzdory ruskému dobytí převládala mezi muslimskými intelektuály v Baku či Gjandže až do konce 19. století perská kultura.
Proti ruské nadvládě vzniklo několik rolnických povstání a došlo několikrát k ozbrojenému boji. Roku 1911 byla založena Muslimská demokratická strana Musavat (Rovnost), která se v roce 1917 přejmenovala na Turkotatarskou demokratickou stranu federalistů – musavatistů.

### Moderní dějiny

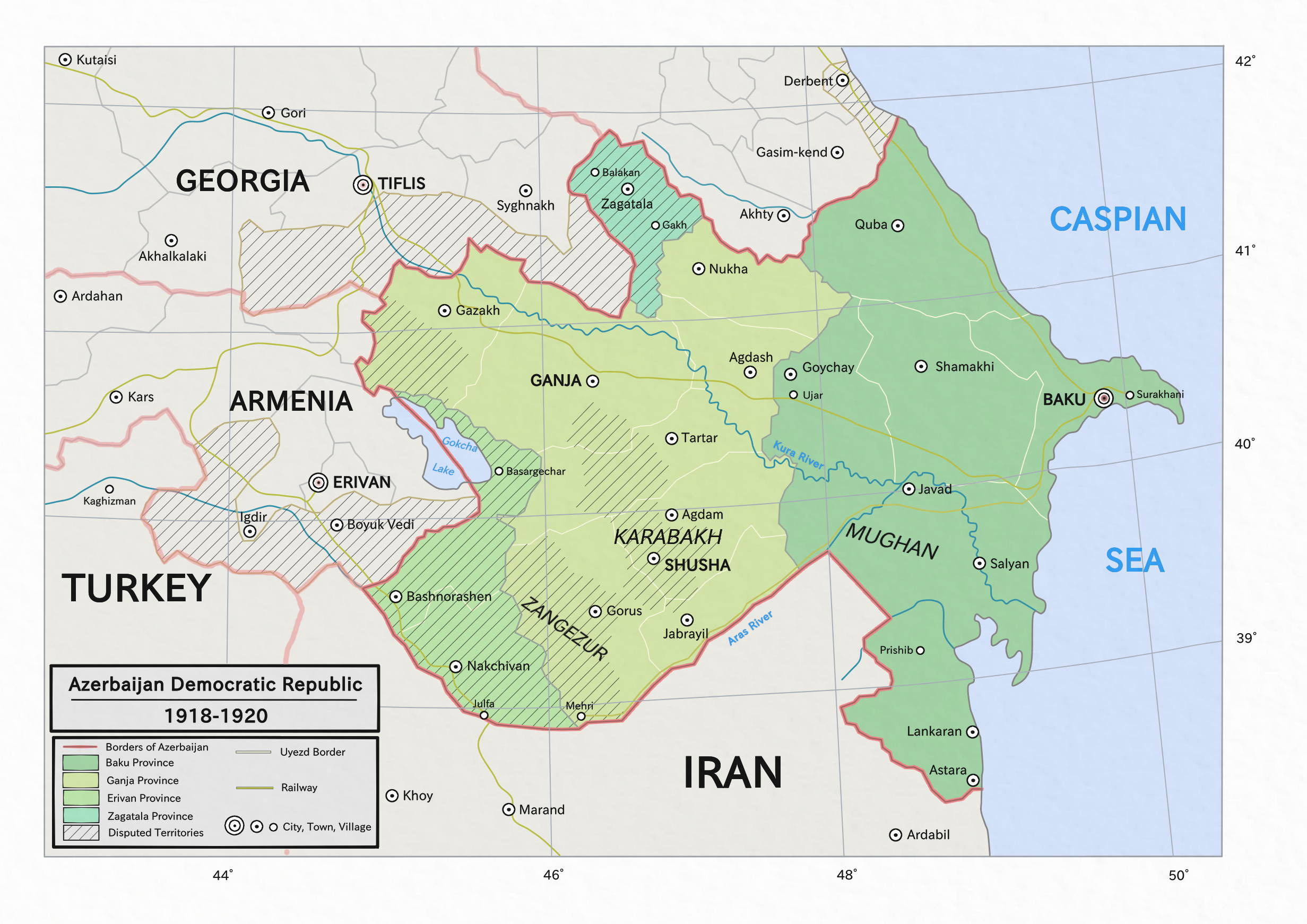
Mapa Ázerbájdžánské demokratické republiky mezi lety 1918 až 1920.

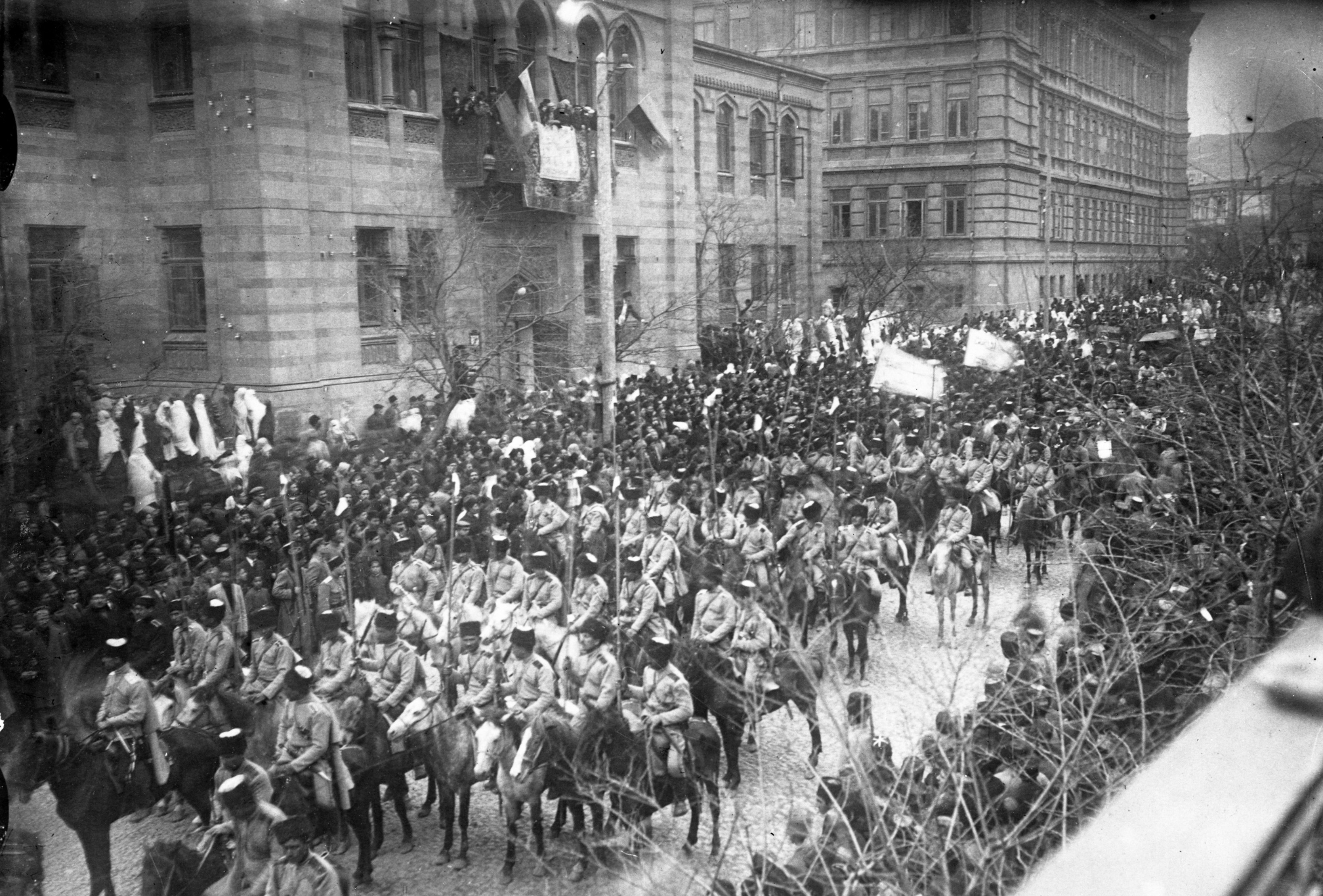
Armáda Ázerbájdžánské demokratické republiky roku 1919

Dne 13. listopadu 1917 byla v Ázerbájdžánu nastolena bolševická moc. Na konci března 1918 vypuklo v Baku protiruské povstání, které bylo místními bolševiky za pomoci ruských vojsk potlačeno. V dubnu 1918 schválil nově konstituovaný zakavkazský sněm vznik Zakavkazské demokratické federativní republiky, kterou tvořily Gruzie, Arménie a Ázerbájdžán. V důsledku odlišné zahraničněpolitické orientace a různých rozporů se ale tato republika rozpadla. V Baku bolševici zmasakrovali 12 000 místních odpůrců. Protože se na masakru podíleli příslušnici Arménské revoluční federace (fakt v současnosti systematicky využívaný ázerbájdžánskou státní propagandou, jež masakr označuje za genocidu spáchanou Armény), po jejím pádu Enver Paša v Baku „na oplátku“ zmasakroval minimálně 10 000 Arménů. Dne 28. května 1918 vyhlásila Muslimská rada nezávislou Ázerbájdžánskou demokratickou republiku v čele s prezidentem Mammadem Aminem Rasulzadem a vládou musavatistů, která měla původně sídlo ve městě Gəncə (název Ázerbájdžán se do té doby užíval jen pro sever dnešního Íránu). V srpnu 1918 byla v Baku ustavena tzv. středokaspická diktatura, což byla vláda bez komunistů, na jejíž žádost vstoupila do města britská armáda. V září 1918 se tato vláda stáhla do Íránu. Město Baku, které obsadila turecká armáda, se stalo sídlem musavatistické vlády. Dne 15. ledna 1919 uznaly západní mocnosti (tzv. Trojdohoda) nezávislost Ázerbájdžánské republiky. O dva měsíce později vypukl první arménsko-ázerbájdžánský konflikt o Náhorní Karabach. Výsledkem byl i šušský masakr Arménů.

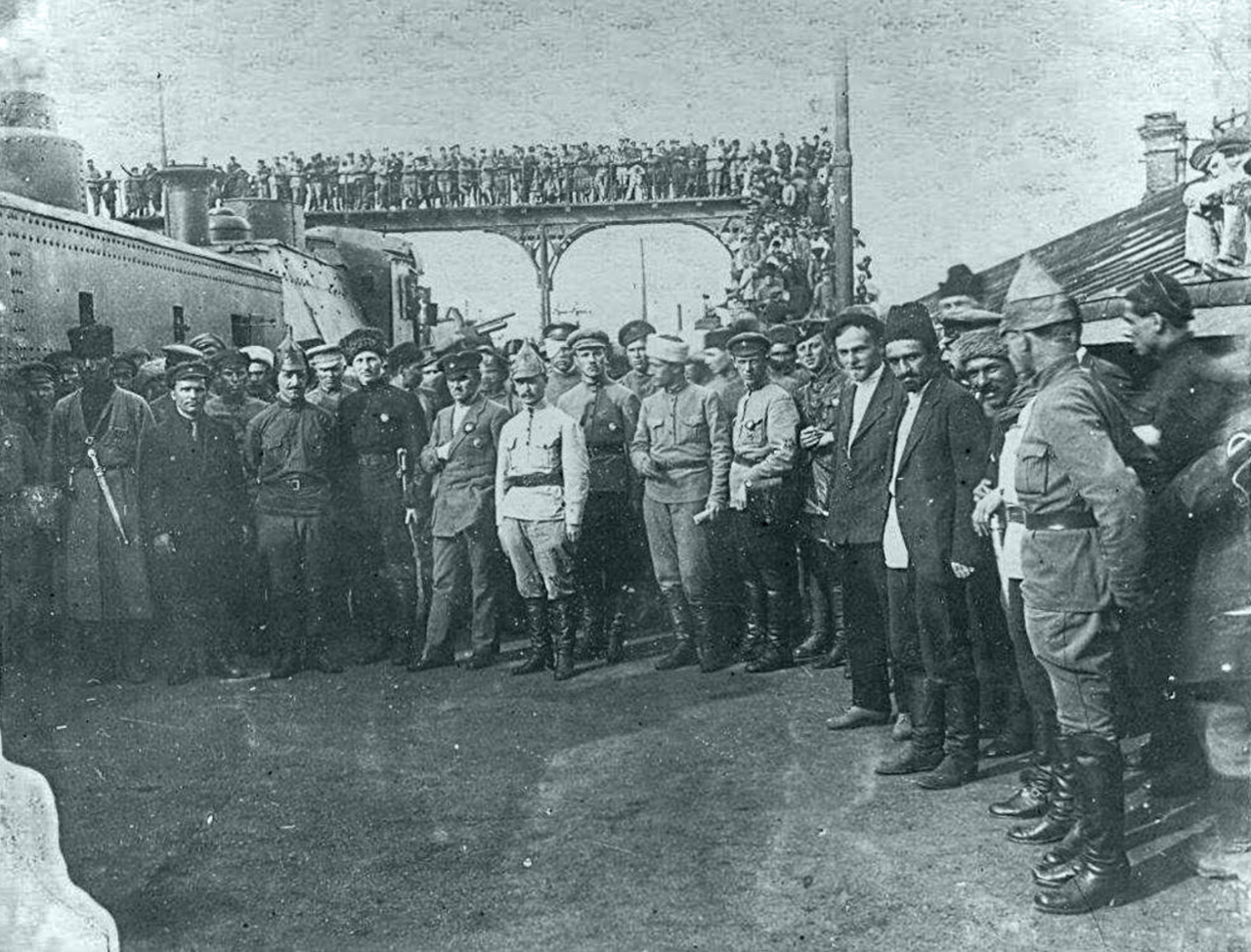
Rudá armáda v Baku roku 1920

Ázerbájdžánská demokratická republika byla první parlamentní demokracií v muslimském světě. Jako první muslimská země v historii dala volební právo ženám. V Baku byla založena první univerzita moderního typu na muslimském východě. Nakonec šlo však jen o epizodu – v dubnu 1920 bylo Baku obsazeno Rudou armádou a byla vyhlášena Ázerbájdžánská socialistická republika. V boji se Sověty padlo až 20 000 ázerbájdžánských vojáků. V květnu 1921 byla přijata nová ústava a v březnu 1922 vznikl Federativní svaz socialistických republik Zakavkazska, který se – zároveň s přejmenováním na Zakavkazskou sovětskou federativní socialistickou republiku – podílel v prosinci 1922 na vytvoření Sovětského svazu. Tato svazová republika byla v roce 1936 rozdělena na tři republiky, a to Ázerbájdžánskou SSR, Arménskou SSR a Gruzínskou SSR.[zdroj?]

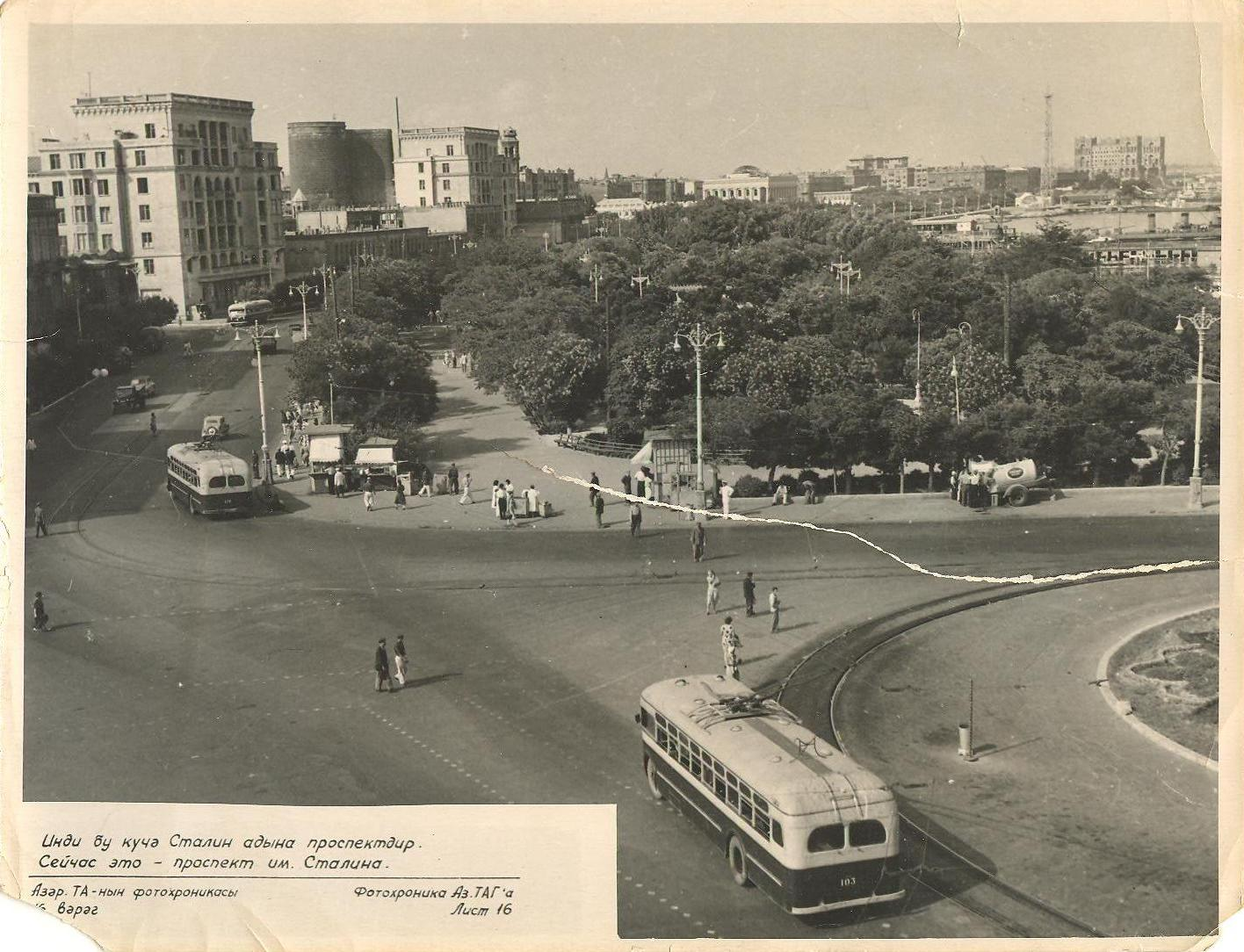
Baku v 50. letech 20. století

Dne 13. října 1921 podepsaly sovětské Rusko, Arménie, Ázerbájdžán a Gruzie s Tureckem dohodu známou jako Karská smlouva. Její součástí bylo i to, že krátce existující Republika Aras na jihu Kavkazu se stává součástí Ázerbájdžánské SSR jakožto Nachičevanská autonomní sovětská socialistická republika. Dnes je Nachičevanská autonomní republika ázerbájdžánskou exklávou, největší suchozemskou exklávou na světě.

Během druhé světové války hrál Ázerbájdžán strategickou roli v zásobování Rudé armády, 80 % ropy na východní frontě pocházelo odtud. Kvůli tomu také Němci spustili bitvu o Kavkaz, avšak neuspěli. Do Rudé armády bylo odvedeno a do bojů nasazeno 681 000 Azerů (z toho přes 100 000 žen), což tehdy představovalo pětinu celé populace země. 250 000 Azerů na frontě padlo.[zdroj?]

První válka o Náhorní Karabach mezi Armény a Ázerbájdžánci vypukla v roce 1988

V roce 1988 vznikl ozbrojený konflikt mezi Armény a Ázerbájdžánci o Náhorní Karabach, který v září 1991 vyhlásil nezávislost na Ázerbájdžánu. Přes čtyři rezoluce Rady bezpečnosti OSN zůstalo 20 % ázerbájdžánského území, na němž fungovala tzv. Republika Arcach, pod faktickou arménskou okupací. Během války bylo na obou stranách spácháno mnoho zvěrstev a pogromů, například neblaze proslulý masakr v Chodžaly, kde arménské polovojenské jednotky povraždily 600 ázerbájdžánských civilistů. Celkem bylo zabito asi 30 000 lidí a více než milion lidí bylo vysídleno, z toho přes 800 000 Ázerbájdžánců a 300 000 Arménů. (K další eskalaci konfliktu došlo v letech 2016 a 2021).

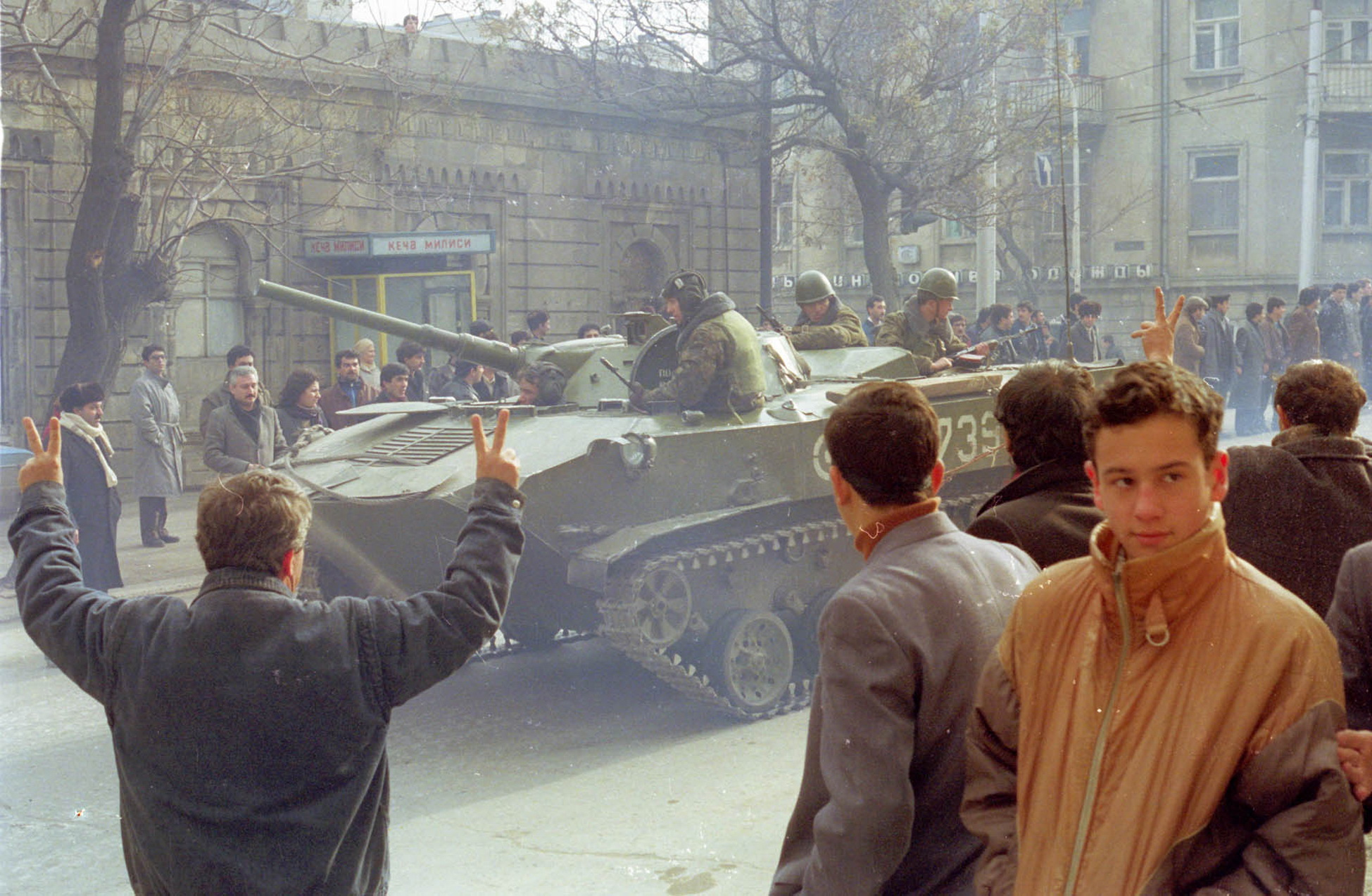
Sovětská vojska v Baku během černého ledna

Gorbačovovo vedení Sovětského svazu bylo na Kavkaze diskreditováno tím, že není schopno zabránit konfliktu mezi dvěma členy federace. Ázerbájdžánci začali žádat nezávislost, nepokoje vyústily v tzv. černý leden, kdy nejprve vypukl pogrom na Armény, z nichž asi stovka byla zabita, načež zasáhla sovětská armáda a zabila 147 demonstrantů. Zásah podle všeho neměl za cíl chránit Armény (ti z velké části již z města utekli), ale měl zabránit nacionalistické Ázerbájdžánské lidové frontě, aby definitivně převzala moc. Zásah ovšem rozčílil i ázerbájdžánské komunisty, kteří vydali prohlášení, že šlo ze strany Moskvy o agresi.

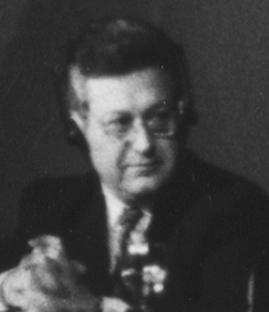
Ayaz Mütəllibov

V květnu 1990 zvolil Nejvyšší sovět Ázerbájdžánské SSR (v listopadu 1990 přejmenovaný na Nejvyšší medžlis) prezidentem Ayaze Mütəllibova. V únoru 1991 došlo ke změně názvu státu na Ázerbájdžánskou republiku. V reakci na puč konzervativních bolševiků v Moskvě v srpnu 1991 přijal 18. října 1991 Nejvyšší medžlis Ázerbájdžánu Deklaraci nezávislosti, která byla potvrzena celostátním referendem v prosinci 1991 (krátce poté Sovětský svaz oficiálně zanikl) – 18. říjen je tak dnes v Ázerbájdžánu slaven jako Den nezávislosti. V prosinci 1991 se Ázerbájdžán stal dohodou z Alma-Aty zakládajícím členem Společenství nezávislých států (SNS). Demonstrace a nátlak opozice vedly poté k odstoupení Mütəllibova.
V květnu 1992 se stoupenci Mütəllibova pokusili opět převzít moc, ale neúspěšně. Za prezidenta byl demokraticky zvolen Abulfaz Elčibej, který však byl záhy svržen vojenským převratem proruského plukovníka Surata Husejnova. V prezidentských volbách dne 3. října 1993 zvítězil bývalý vůdce sovětského Ázerbájdžánu Hejdar Alijev. Poté, co Alijev podepsal smlouvu o těžbě ropy v Kaspickém moři se západními společnostmi, pokusil se Husejnov o další státní převrat. Ten byl ale rychle potlačen a Husejnov uprchl do Ruska. Jednání s ruskou vládou (odblokovaná ropnými koncesemi pro ruskou společnost Lukoil) vyústila v roce 1997 v Husejnovovo vydání do Ázerbájdžánu, kde byl obviněn z velezrady a odsouzen na doživotí (roku 2004 dostal milost). V roce 1995 čelil Alijev dalšímu pokusu o puč, tentokrát vedeném velitelem speciálních jednotek OMON Rovšanem Javadovem. I tento pokus byl ale zmařen. Zemřel v prosinci 2003 a krátce předtím jmenoval svého syna Ilhama Alijeva předsedou vlády.
Ve volbách v říjnu 2003 byl Ilham Alijev zvolen prezidentem Ázerbájdžánské republiky. V této funkci byl potvrzen dalšími volbami v říjnu 2008. Klan Alijevců si udržuje moc tvrdými represemi a budováním diktatury, která stojí na příjmech z ropy. Dochází k potlačování svobody slova, perzekucím nezávislých novinářů či držení politických oponentů ve vězení.

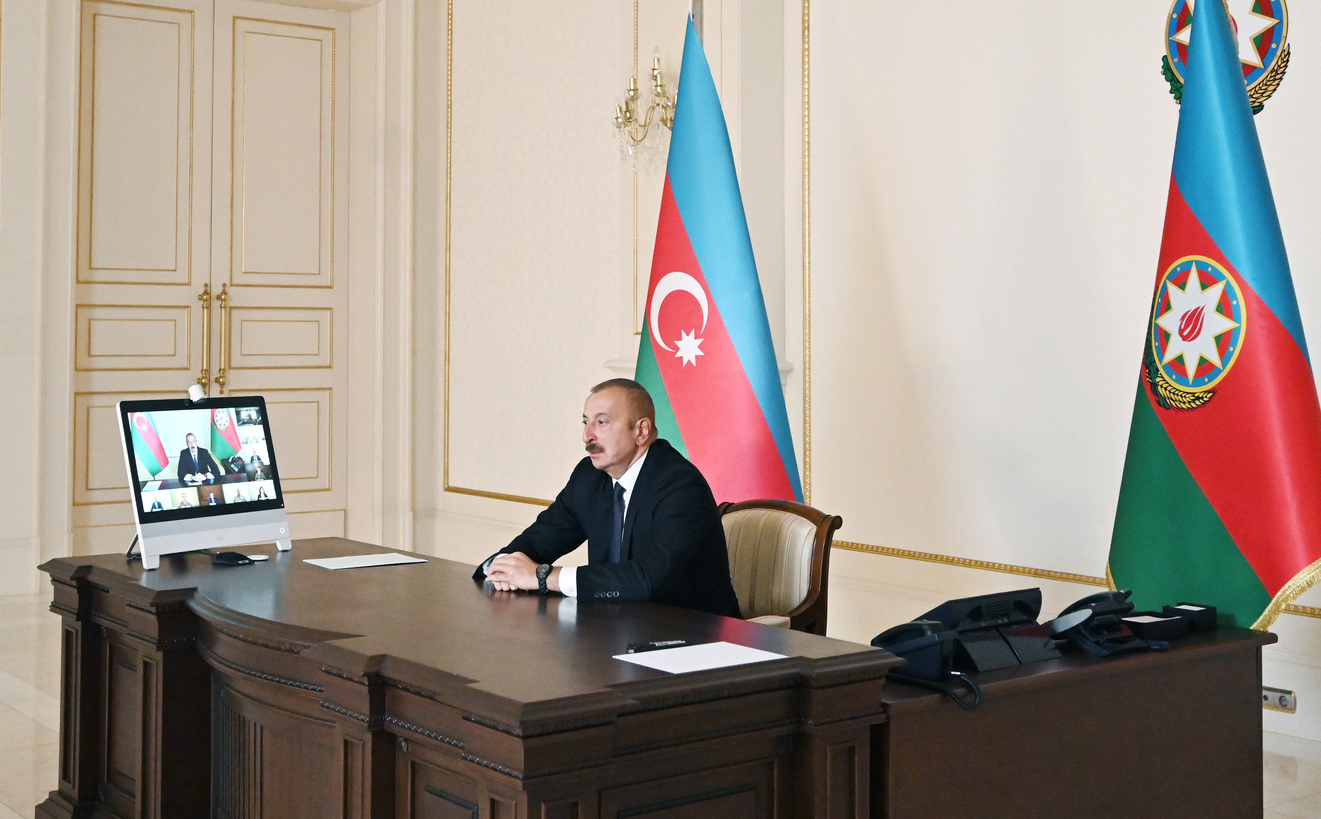
Ilham Alijev při jednání Bezpečnostní rady během druhé války o Náhorní Karabach

V červenci 2020 byl obnoveny ozbrojené střety v Náhorním Karabachu. Ty se nepodařilo uklidnit a v září vypukla regulérní válka, tzv. druhá válka o Náhorní Karabach. Ázerbájdžánská armáda útočila s podporou Turecka, hlavní velmocenské opory alijevského režimu, Arméni se spoléhali na pomoc putinovského Ruska, která však nepřišla v takové míře, v jakou věřili. Šestitýdenní boje přinesly Ázerbájdžánu územní zisky. Podle mírové smlouvy, podepsané pod Putinovou patronací, si obě strany ponechaly kontrolu nad právě ovládanými územími – Arménie tak sice udržela většinu Náhorního Karabachu, ale Ázerbájdžánu musela odevzdat tři okresy (Kelbadžar, Ağdam a Lačin). Z původních 11 450 km², které byly před válkou pod kontrolou Republiky Arcach, se její území zmenšilo na 3 170 km². Tento výsledek byl v Ázerbájdžánu oslavován jako velké vítězství, naopak v Arménii způsobil nepokoje a krizi. Během bojů padlo 2 783 ázerbájdžánských vojáků a asi 4 000 arménských. V pozemním koridoru mezi Arménií a oblastí Náhorního Karabachu začaly dle mírové smlouvy působit síly ruské armády. To označili pozorovatelé za geopolitické vítězství Ruska, stejně tak ale hovořili o posílení vlivu Turecka v oblasti.
Arménský separatistický stát Arcach se stal závislým na úzkém Lačinském koridoru, jímž udržoval spojení s Arménií. Podle příměří z roku 2020 měl být kontrolován Ruskem, brzy se však ukázalo, že ho fakticky kontroluje Ázerbájdžán. Od prosince 2022 byl koridor zablokován Ázerbájdžánem. Tím se situace arménského Karabachu stala neudržitelnou. V květnu 2023 Arménie uvedla, že je ochotná uznat Karabach za součást Ázerbájdžánu. V září 2023 Ázerbájdžán provedl bleskový vojenský úder a celé území Náhorního Karabachu dostal pod svou kontrolu. Arménie ani arménský spojenec Rusko separatistům nepomohly, Rusko patrně kvůli rostoucím sporům s Arménií a svému válečnému vytížení v konfliktu na Ukrajině. Po dobytí Karabachu téměř všichni arménští obyvatelé uprchli do Arménie. V listopadu 2024 se v ázebajdžánském Baku konala Konference OSN o změně klimatu. V roce 2025 podepsal Ázerbájdžán s Arménií za mediace Spojených států amerických mírovou dohodu.

## Státní symboly

### Vlajka
Ázerbájdžánská vlajka je tvořena listem o poměru stran 1:2 se třemi vodorovnými pruhy: modrým, červeným a zeleným. Uprostřed vlajky je umístěn bílý půlměsíc a osmicípá hvězda.

### Znak
Ázerbájdžánský státní znak je složen z tradičních a moderních symbolů. V samém středu znaku je umístěn symbol ohně. Barvy užité na znaku jsou převzaty z Ázerbájdžánské vlajky. Tyto barvy tvoří pozadí osmicípé hvězdě. Na spodu symbolu je stonek pšenice a druhá rostlina na znaku je větvička dubu.

### Hymna
Ázerbájdžánská hymna je píseň Azərbaycan marşı (česky Ázerbájdžánský pochod). Slova napsal básník Əhməd Cavad a hudbu složil skladatel Uzeir Hadžibekov.

## Geografie

Topografická mapa země

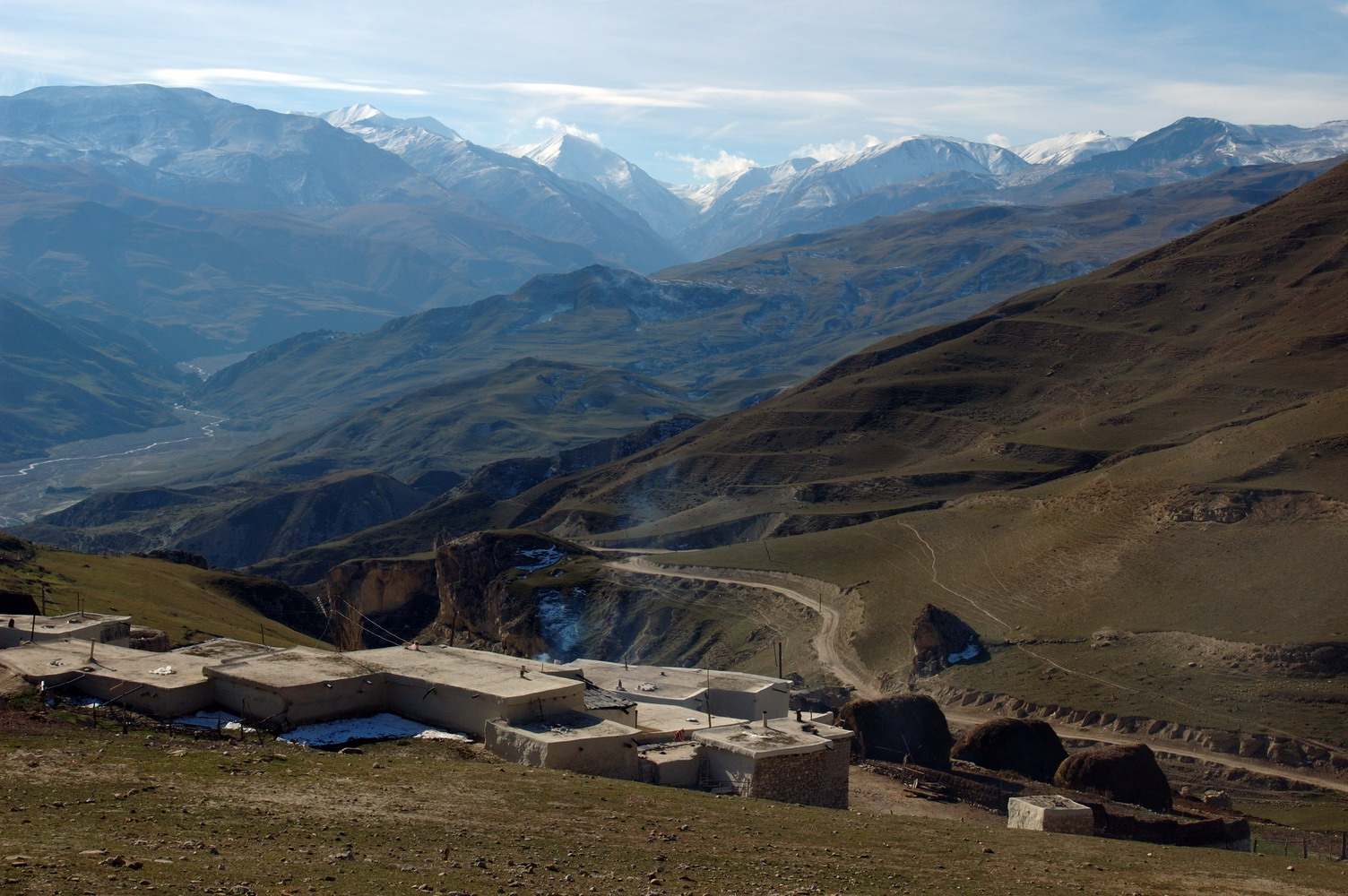
Kavkazské pohoří na severu Ázerbájdžánu

Ázerbájdžán se nachází v euroasijské oblasti Jižního Kavkazu, na pomezí západní Asie a východní Evropy. Leží mezi 38° a 42° s. š. a 44° a 51° v. d. Obvod ázerbájdžánských pozemních hranic činí 2 648 km, z toho 1 007 km s Arménií, 756 km s Íránem, 480 km s Gruzií, 390 km s Ruskem a 15 km s Tureckem. Pobřeží se táhne v délce 800 km a délka nejširší oblasti ázerbájdžánské části Kaspického moře je 456 km. Země má vnitrozemskou exklávu, Nachičevanskou autonomní republiku.
Ázerbájdžánu dominují tři fyzikální prvky: Kaspické moře, jehož pobřeží tvoří přirozenou hranici na východě, pohoří Velký Kavkaz na severu a rozsáhlá rovina ve středu země. V zemi se nacházejí tři horská pásma: Velký a Malý Kavkaz a Talyšské hory, která dohromady pokrývají přibližně 40 % rozlohy země. Nejvyšším vrcholem je hora Bazardüzü vysoká 4 466 m, nejnižší bod je hladina Kaspického moře -28 m. V Ázerbájdžánu je soustředěna téměř polovina všech bahenních sopek na Zem, tyto sopky byly mezi nominovanými na sedm nových divů světa.
Hlavními zdroji vody jsou povrchové vody. Pouze 24 z 8350 toků je delších než 100 km, všechny toky se vlévají do Kaspického moře. Největším jezerem je Sarysu o rozloze 67 km2 a nejdelší řekou je Kura o délce 1515 km, která je přeshraniční s Arménií. Ázerbájdžán má podél Kaspického moře několik ostrovů, které se většinou nacházejí v Bakuanském souostroví.
Od získání nezávislosti v roce 1991 přijala vláda opatření na ochranu životního prostředí v Ázerbájdžánu. Státní ochrana životního prostředí se zrychlila po roce 2001, kdy se zvýšil státní rozpočet díky příjmům z ropovodu Baku–Tbilisi–Ceyhan. Během čtyř let se rozloha chráněných území zdvojnásobila a nyní tvoří osm procent území státu. Od roku 2001 vláda zřídila sedm velkých rezervací a téměř zdvojnásobila rozpočet určený na ochranu životního prostředí.

### Vodstvo

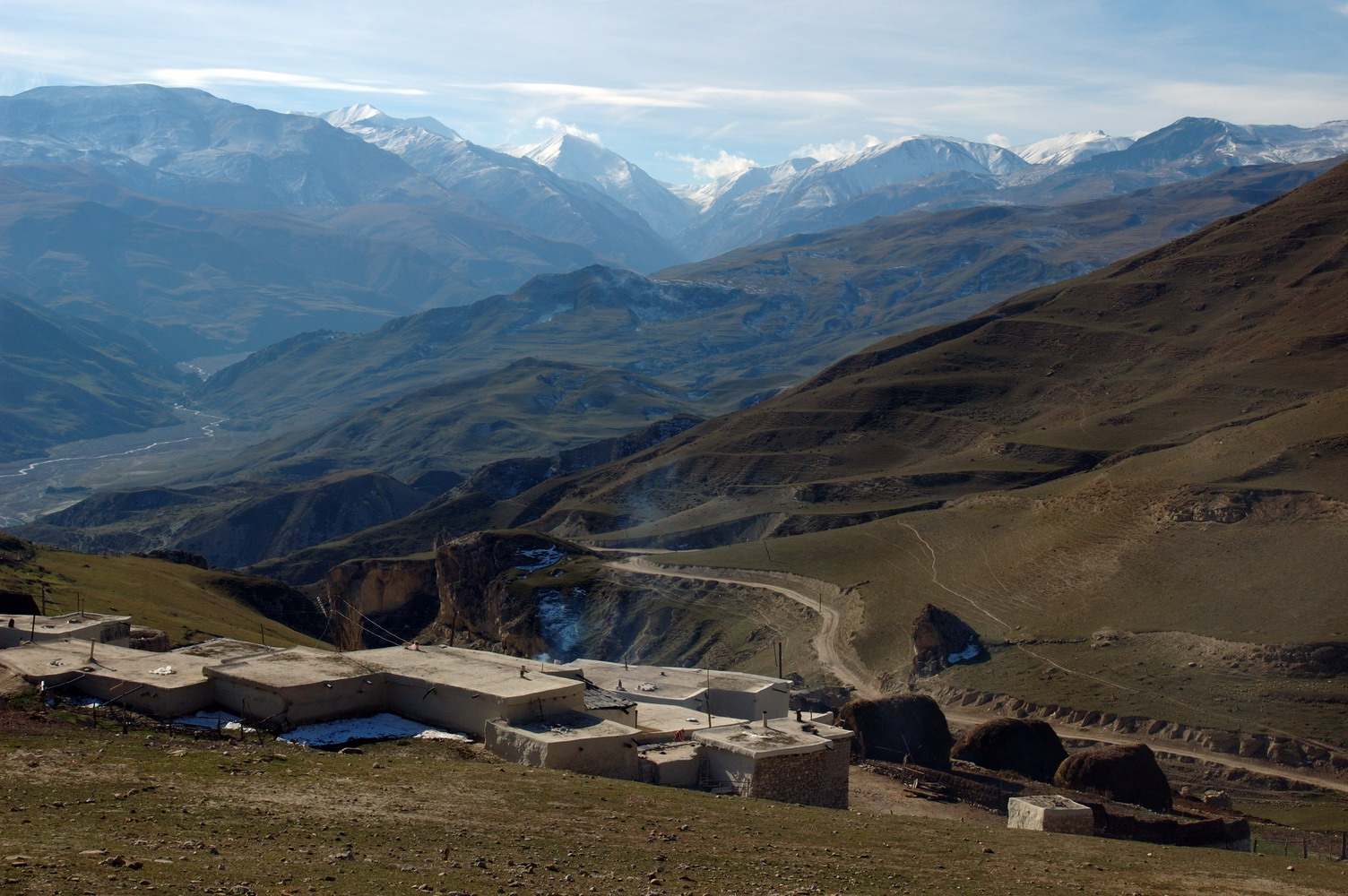
Kavkaz na severu země

V Ázerbájdžánu se nachází 1 250 řek, z nichž jen 21 má délku více než 100 km. Horské oblasti (nadmořská výška 1 000 až 2 500 m) jsou charakteristické velmi hustou říční sítí (0,4 až 0,5 km/km²), zatímco v rovinách je to výrazně méně (0,05 až 0,1 km/km²). Největší řeka Kavkazu Kura protéká republikou ze severozápadu na jihovýchod a ústí do Kaspického moře. Hlavní přítok Kury Araks teče podél jižní hranice Ázerbájdžánu. Většina řek patří do povodí Kury, jen řeky na severovýchodě (Samur) a v pohoří Talyš (Bolqarçay) ústí přímo do Kaspického moře. Z jihovýchodních svahů Velkého Kavkazu stékají řeky Belokančaj, Muchachčaj, Talačaj, Kurmuchčaj aj. K severovýchodu od rozvodí tečou Samur, Kudialčaj aj. Z jihovýchodní části Malého Kavkazu stékají pravé přítoky Kury (Şəmkirçay, Agstafa, Gjandžačaj, Terter) a levý přítok Araksu Akera. Na většině řek jsou zaznamenány nejvyšší vodní stavy v létě (duben až září), pouze v Talyši v zimě (říjen až březen). V rovinách se řeky využívají na zavlažování. Na Kuře byla vybudována velká Mingačevirská hydroelektrárna a Mingačevirská přehrada (rozloha 605 km² a objem 16 km³), ze které jsou rozvedeny zavodňovací kanály (Hornokarabašský a Hornoširvanský). Za přehradou je na Kuře rozvinuta místní lodní doprava.[zdroj?]
V Ázerbájdžánu je 250 jezer, většinou jsou ale nevýznamná. Největšími z nich jsou Hadžigabul (15,5 km²) a Bejukšor (10,3 km²). Vznikla přehrazením dolin, popř. jsou ledovcového původu, a nacházejí se v horách Velkého a Malého Kavkazu. Největším z těchto jezer je Velký Alagjol (rozloha 5 km², hloubka 8 m) na Karabašské sopečné plošině. Na severovýchodním svahu hřbetu Murovdag se rozkládá skupina překrásných jezer vzniklých sesuvy. Mezi nimi je jedno z údajně nejkrásnějších jezer Kavkazu – Modré jezero. Mnoho jezer se nachází také v Kuro-arakské nížině.[zdroj?]

### Velká města

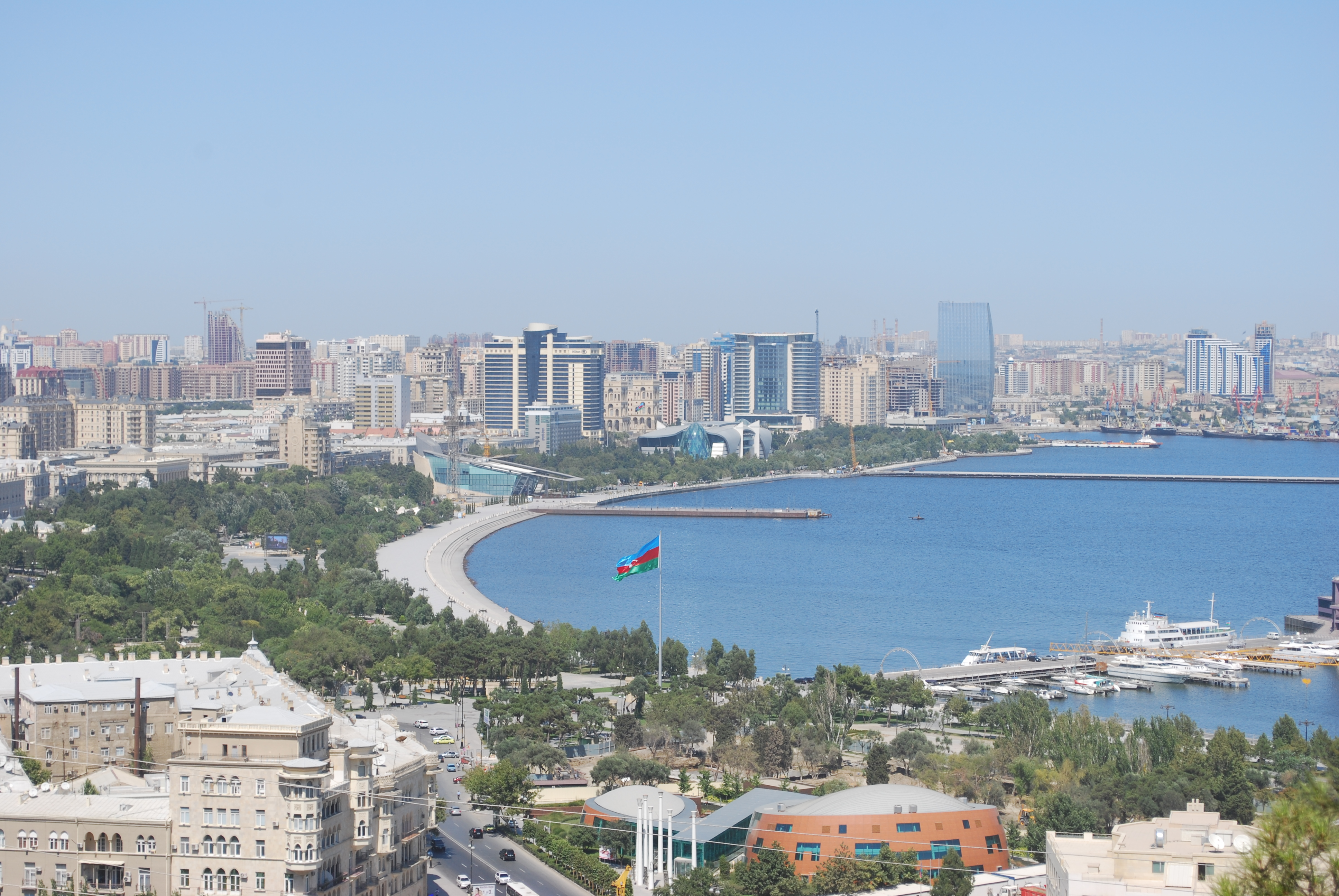
Pohled na záliv v hlavním městě Baku

Počet obyvatel:
1. Baku – 2 074 300
2. Sumqayıt – 357 900
3. Gjandža – 328 400
4. Mingačevir – 95 200
5. Qaraçuxur – 72 200 (předměstí Baku)
6. Şirvan – 70 125
7. Bakıxanov – 66 300 (předměstí Baku)
8. Nachičevan – 64 500
9. Şəki – 62 100

## Politika
Ázerbájdžánská vláda v praxi funguje jako autoritářský režim;;  ačkoli se v zemi pravidelně konají volby, jsou poznamenány volebními podvody a dalšími nekalými volebními praktikami. Vládu nepřetržitě od roku 1993 řídí politická rodina Alijevů a strana Nový Ázerbájdžán (Yeni Azərbaycan Partiyası, YAP) založená Hejdarem Alijevem. Organizace Freedom House jej v roce 2024 zařadila do kategorie „nesvobodný“ a v žebříčku Global Freedom Score mu udělila 7/100 bodů, přičemž jeho režim označila za autoritářský.
V zemi vládne prezident Ilham Alijev, který může být na základě ústavní změny, přijaté v referendu, volen doživotně. Opozice označila hlasování za zmanipulované. Země dlouhodobě porušuje lidská práva, opoziční novináři jsou vězněni, fyzicky napadáni, zastrašováni, několik jich bylo zavražděno. Alijevská hegemonní politická síla, Strana Nový Ázerbájdžán, bývá charakterizována jako nacionálně-konzervativní, sekulární a etatistická, případně jako bezprogramová. V systému působí několik jejích menších „satelitů“, vedle nich pak ještě dvě hlavní strany opoziční, Musavat (nejstarší ázerbájdžánská strana vůbec, obnovená po roce 1989 Isou Gambarem) a Ázerbájdžánská strana lidové fronty (Azərbaycan Xalq Cəbhəsi Partiyası), kterou založil roku 1992 Abulfaz Elčibej. Obě lze považovat za reprezentanty liberálních tendencí, ovšem s příměsemi, které nejsou u evropského liberalismu typické, jako je panturkismus a panislamismus u Musavatu. Obě strany spojily již jednou síly (2005) a vytvořily volební blok Azadlıq (Svoboda), ale marně.[zdroj?]

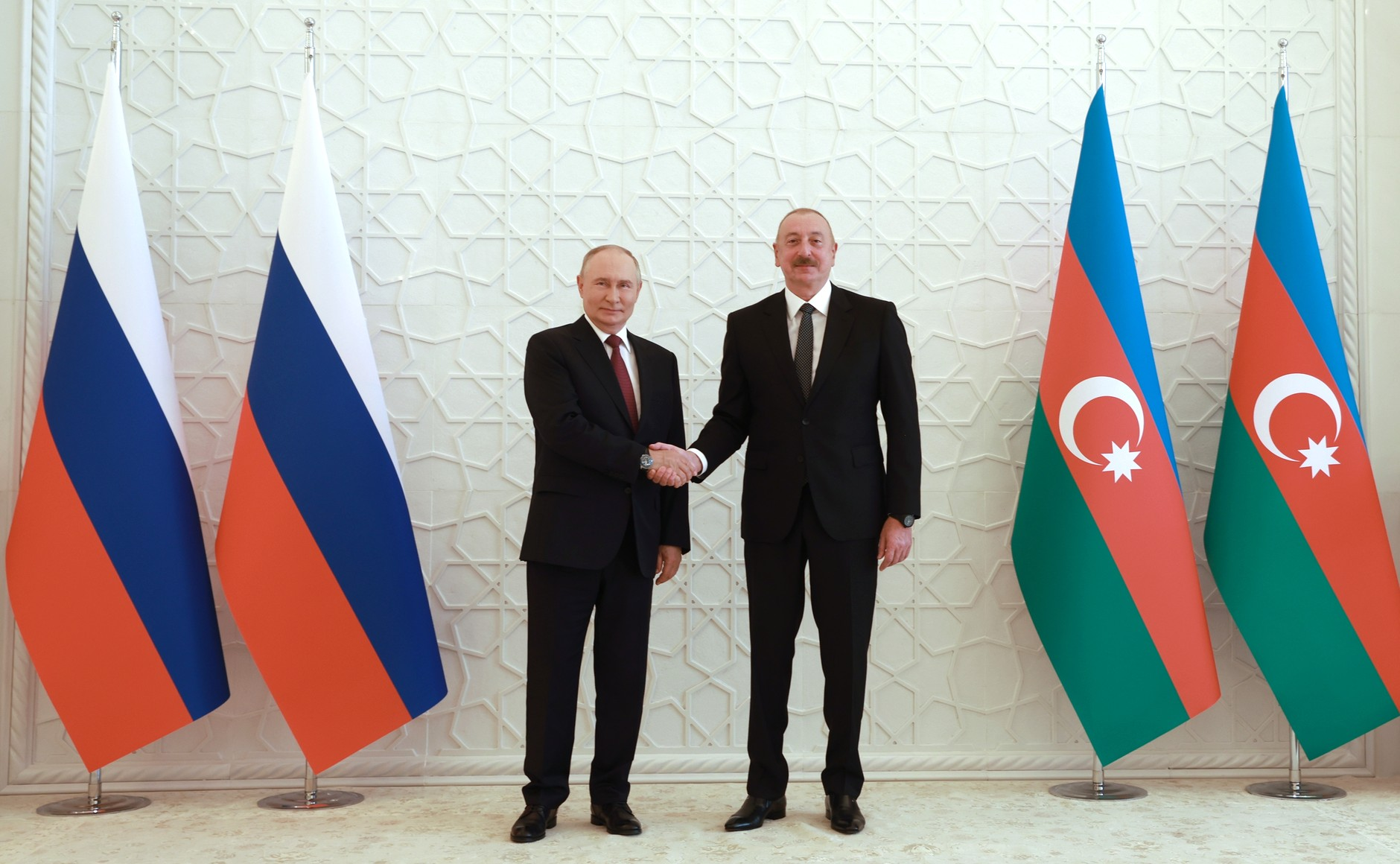
Ilham Alijev a ruský prezident Vladimir Putin v Baku, 19. srpna 2024

Volební systém je většinový, typu relativní většiny. Krom většiny pro hegemonní stranu plodí typicky i velké množství nezávislých kandidátů. Je krajně nevýhodný pro opoziční strany. Parlament je jednokomorový, má 125 členů a volí se do něj každých pět let, vždy první neděli v listopadu. Prezident je volen na sedm let přímou volbou a může kandidovat a být zvolen opakovaně bez omezení. Roku 2016 byl zřízen úřad viceprezidenta (od té doby ho drží prezidentova manželka Mehriban Alijevová), který je druhý nejvyšší v zemi. Až za ním je v hierarchii předseda vlády, který je prezidentovi zcela podřízen.
Kritiku nedemokratických prvků ázerbájdžánských voleb se vládní strana často snaží tlumit pověstnou „kaviárovou diplomacií“, tj. poskytováním různých výhod pozorovatelům a západním diplomatům i politikům. Alijevova strana rovněž tvrdí, že mezinárodní kritiku organizuje Arménie ve spolupráci s kontroverzní Sorosovou nadací.

### Administrativní dělení

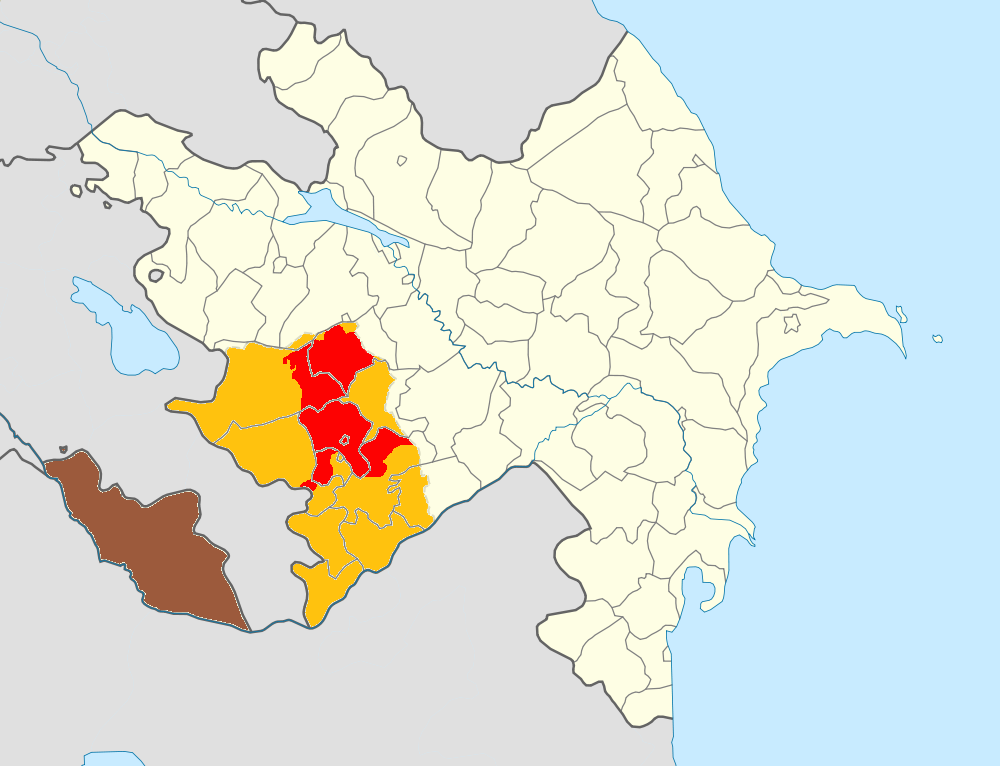
Náhorně-karabašská republika (žlutě), jejíž většina byla do roku 2020 pod kontrolou Arménie, a Nachičevan.

Ázerbájdžán se dělí na 59 rajónů (okresů) (rayonlar, j. č. rayon), 11 statutárních měst (şəhərlər, j. č. şəhər) a 1 autonomní republiku (muxtar respublika) Nachičevan, která se dále dělí na 7 rajónů (okresů) a měst a 1 autonomní oblast Náhorní Karabach.[zdroj?]
Prezident Ázerbájdžánu jmenuje guvernéry rajónů a měst, zatímco vláda Nachičevanu je vybrána a odsouhlasena parlamentem Nachičevanské autonomní republiky.[zdroj?]
Oblast Náhorního Karabachu a dalších přilehlých rajónů je pod správou mezinárodně neuznané Náhornokarabašské republiky s arménským obyvatelstvem, ázerbájdžánští zastupitelé měst, jako je např. Chankendi nebo Šuša, stále působí v emigraci.[zdroj?]

### Zahraniční politika

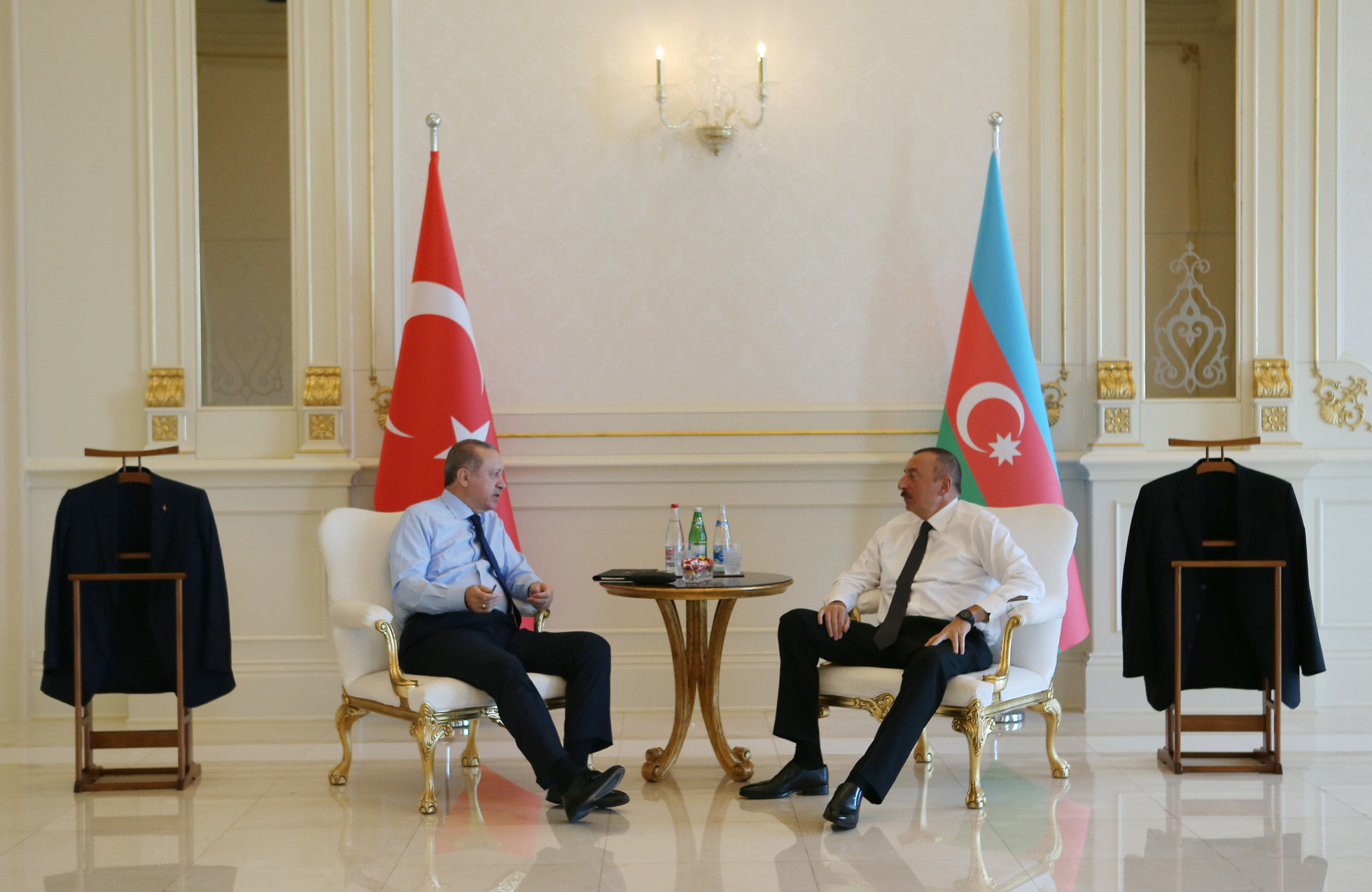
Prezident Turecka Recep Tayyip Erdoğan (vlevo) a prezident Ázerbájdžánu Ilham Alijev na schůzce v roce 2017

Proces mezinárodního uznání nezávislosti Ázerbájdžánu po zhroucení Sovětského svazu trval přibližně jeden rok. Poslední zemí, která ho uznala, byl 6. listopadu 1996 Bahrajn. Plné diplomatické vztahy byly navázány nejdříve s Tureckem, Pákistánem, Spojenými státy, Íránem a Izraelem. Silná geopolitická vazba pojí Ázerbájdžán především s Tureckem. Zahraničněpolitickou prioritou Ázerbájdžánu je od jeho počátků otázka Náhorního Karabachu a znovuzískání plné kontroly nad ním. Arménie má zahraničněpolitickou a vojenskou podporu Ruska. To implikuje ázerbájdžánské tendence k západu, které jsou však komplikovány autoritářským systémem. Zvláštní vazby má Ázerbájdžán s Izraelem, který mu dodává především zbraně. Vazby na Izrael způsobují, že Ázerbájdžán nemá nijak pevné vztahy s Íránem, ačkoli ty by se zdály logické vzhledem ke společné víře (šíitskému islámu). Naopak sunnitské založení Turecka by mohlo být vnímáno jako překážka spolupráce, ale není tomu tak, což je způsobeno i tím, že náboženství nehraje v ázerbájdžánské společnosti a politice zásadní roli. Ani miliony Azerů na íránském území nejsou faktem, který by posiloval vztahy s Íránem – naopak, Írán se Azerů na svém území spíše obává.

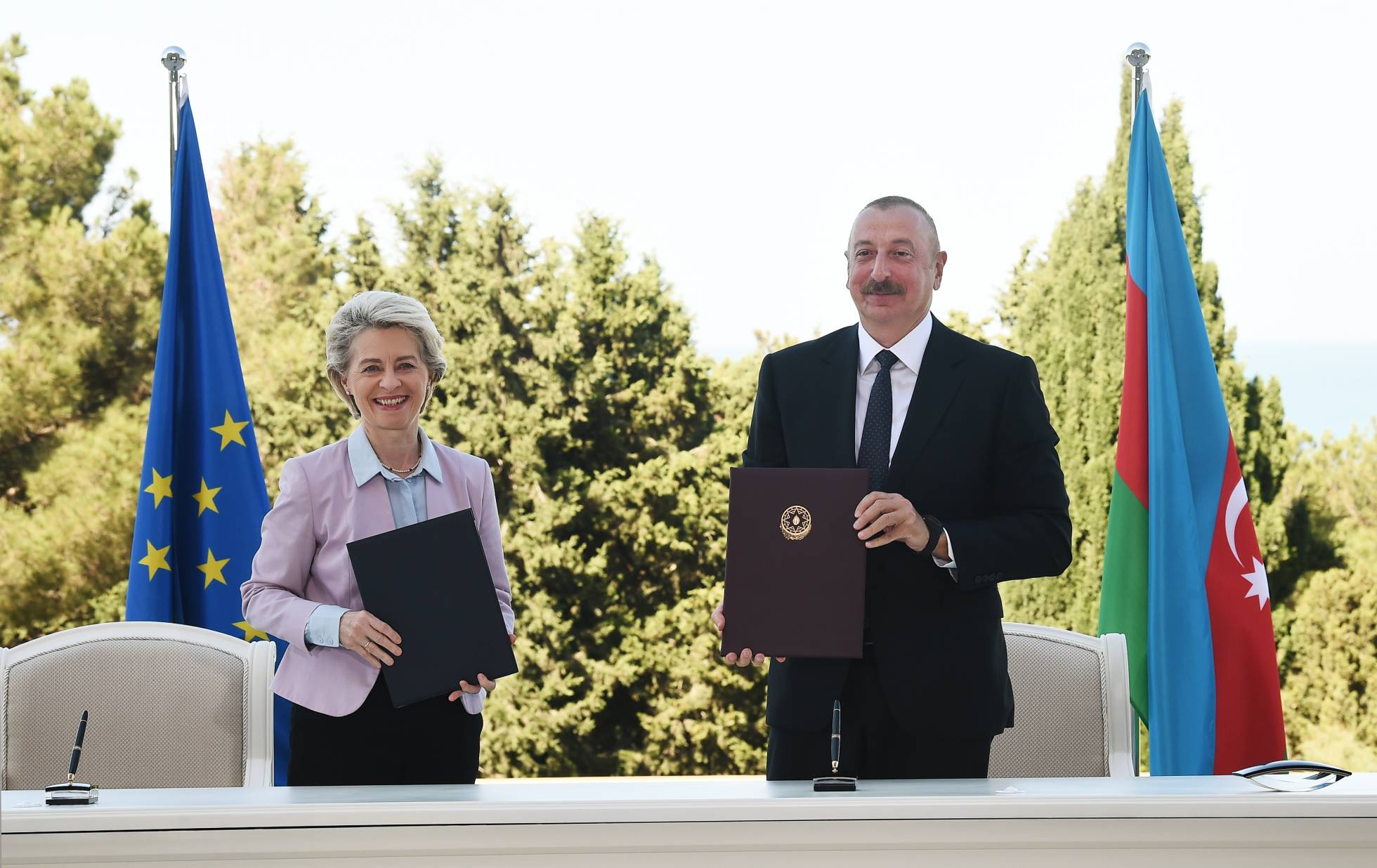
Ilham Alijev a předsedkyně Evropské komise Ursula von der Leyenová po podepsání dohody o strategickém partnerství v oblasti energetiky 18. července 2022

Ázerbájdžán je spoluzakladatelem GUAM (Organizace pro demokratický a ekonomický rozvoj) a Organizace pro zákaz chemických zbraní. Od září 1993 je členem Společenství nezávislých států, má stálé mise v Evropské unii, hostí zvláštní vyslance Evropské komise a je členem Organizace spojených národů, Organizace pro bezpečnost a spolupráci v Evropě, Rady Evropy a partnerem programu NATO Partnerství pro mír.[zdroj?] Alijevův režim udržuje dobré vztahy s EU, ale zároveň pomáhá Rusku obcházet západní sankce.
Dále je členem následujících organizací: AsDB, BSEC, EAPC, EBRD, ECE, ECO, ESCAP, FAO, IAEA, IBRD, ICAO, ICFTU, ICRM, IDA, IDB, IFAD, IFC, IFRCS, ILO, IMO, Interpol, IOC, IOM, ISO (korespondent), ITU, MMF, NAM (přísedící), OIC, UNCTAD, UNESCO, UNHRC, UNIDO, UPU, UNWTO, WFTU, WHO, WIPO, WMO, WToO (přísedící).[zdroj?]

#### Vztahy s Českem
Ázerbájdžán je oficiálně strategickým partnerem České republiky, která dováží více než 30 procent svých dodávek ropy z Ázerbájdžánu. České zbrojařské firmy prodávají zbraně do Ázerbájdžánu, přestože na tuto zemi je od roku 1992 uvaleno zbrojní embargo OBSE, a také do Turecka, které ve válce o Náhorní Karabach v roce 2020 otevřeně podporovalo Ázerbájdžán. České ministerstvo zahraniční odmítlo možnost, že by na Ázerbájdžán byly uvaleny sankce kvůli použití zakázaných kazetových bomb. V roce 2023 Česko z Ázerbájdžánu odebíralo 40 % dovezeného zemního plynu. Podle českého ministra Jana Lipavského v roce 2023 pocházelo více než 25 % dovezené ropy v Česku z Ázerbájdžánu.

### Lidská práva

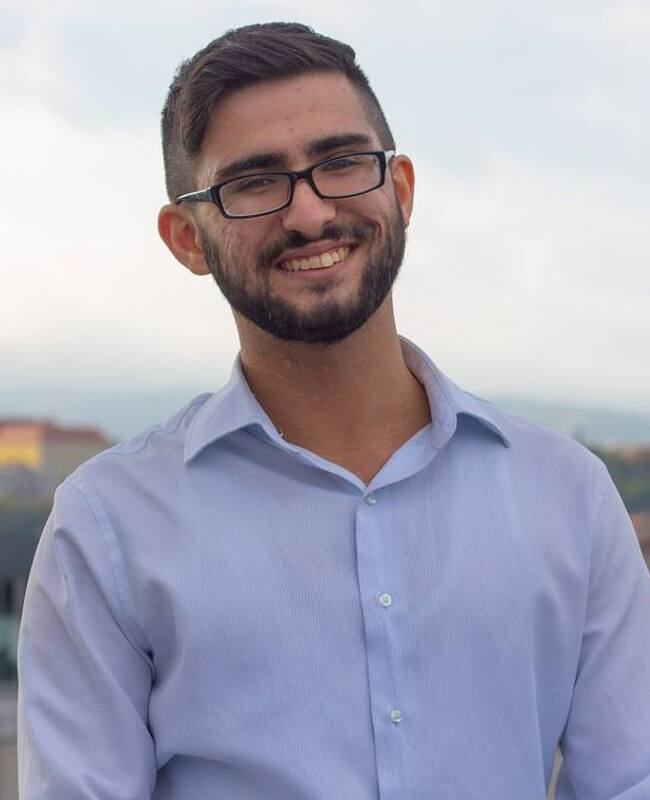
Protiválečný aktivista Bahruz Samadov byl v červnu 2025 odsouzen k 15 letům vězení

Novinářka Khayala Agayeva byla v prosinci 2024 zatčena v rámci trestního řízení zahájeného proti novinářům opoziční Meydan TV

Ústava Ázerbájdžánu zaručuje svobodu slova, ta ale v praxi není dodržována. Po několika letech úpadku svobody tisku a médií se v roce 2014 mediální prostředí v Ázerbájdžánu prudce zhoršilo. K umlčení jakékoli opozice a kritiky docházelo právě v době, kdy země vedla Výbor ministrů Rady Evropy (květen – listopad 2014). Falešná obvinění a beztrestnost při násilí proti novinářům se staly v Ázerbájdžánu normou. Rádio Svobodná Evropa / Rádio Svoboda a Hlas Ameriky byly zakázány, a nakonec i veškeré zahraniční vysílání. Ázerbájdžán měl podle Výboru na ochranu novinářů v roce 2015 největší počet uvězněných novinářů v Evropě a je pátou nejvíce cenzurující zemí na světě, v čemž předčil i Írán a Čínu. Někteří kritičtí novináři byli zatčeni i za zpravodajství o pandemii covidu-19. Podle zprávy Freedom House z roku 2013 je Ázerbájdžán v míře svobody tisku na 177. místě ze 196 zemí světa.
Podle organizace Human Rights Watch je v zemi běžná též diskriminace a násilná represe vůči homosexuálům. Organizace ILGA-Europe vyhlásila Ázerbájdžán v roce 2019 nejhomofobnější zemí Evropy.
Zpráva Amnesty International z října 2015 uvádí: „ Došlo k závažnému zhoršení lidských práv v Ázerbájdžánu za posledních několik let. Je smutné, že Ázerbájdžánu bylo umožněno téměř vyhladit svou občanskou společnost.“ Výroční zpráva Amnesty za roky 2015/16 uvedla: „...pronásledování politického disentu pokračovalo. Organizace pro lidská práva nadále nebyly schopny obnovit svou práci. Nejméně 18 vězňů svědomí zůstává uvězněno. Represálie vůči nezávislým novinářům a aktivistům přetrvávaly v zemi i v zahraničí, přičemž jejich rodinní příslušníci čelili obtěžování a zatýkání. Mezinárodní pozorovatelé lidských práv byli vyloučeni a vyhoštěni ze země. Přetrvávaly zprávy o mučení a jiném špatném zacházení."[zdroj?]
Britský deník The Guardian v dubnu 2017 uvedl, že „ázerbájdžánská vládnoucí elita měla tajný fond o objemu 2,9 miliardy dolarů na vyplácení úplatků prominentním Evropanům prostřednictvím sítě neprůhledných britských společností... Uniklé údaje ukazují, že ázerbájdžánské vedení, obviněné z porušování lidských práv, systémové korupce a zmanipulování voleb, provedlo v letech 2012 až 2014 více než 16 000 skrytých plateb. Část těchto peněz šla politikům a novinářům v rámci mezinárodní lobbistické operace s cílem odvrátit kritiku ázerbájdžánského prezidenta Ilhama Alijeva a podporovat pozitivní obraz jeho země.“
K nejznámějším disidentům v zemi patří Lejla Junusová. Známou vězněnou novinářkou a bojovnicí proti korupci je Chadídža Ismailová. Doktorand Univerzity Karlovy v Praze a protiválečný aktivista Bahruz Samadov, který kritizoval ázerbajdžánskou politiku vůči Arménům v Karabachu, byl v srpnu 2024 zatčen během návštěvy své rodiny v Baku. V červnu 2025 byl Samadov odsouzen k 15 letům vězení. Alijevův režim zahájil koncem roku 2023 novou vlnu represí, při kterých byly zatčeny desítky novinářů, ale také opoziční aktivisté, ochránci lidských práv nebo vědci. Například novinářka Ulviyya Aliová, která v letech 2019 až 2025 pracovala pro Hlas Ameriky, byla zatčena v květnu 2025, a šéfredaktorka Meydan TV Aynur Elgünəşová byla vzata do vazby již v prosinci 2024.

## Ekonomika
Ázerbájdžánská ekonomika je do značné míry závislá na vývozu ropy a zemního plynu, zejména od dokončení ropovodu Baku-Tbilisi-Ceyhan. Přechod na těžbu ropy na konci 90. let 20. století vedl k rychlému hospodářskému růstu v období 1995–2014, od roku 2014 se růst HDP výrazně zpomalil.
Velký podíl na ázerbájdžánské ekonomice mají velké zásoby ropy. Plyn a ropa tvoří dvě třetiny hrubého domácího produktu Ázerbájdžánu, což z něj činí jednu z deseti ekonomik na světě nejvíce závislých na fosilních palivech. Plyn a ropa tvoří 90 % příjmů Ázerbájdžánu z vývozu a 60 % jeho financí.
Ázerbájdžánská ekonomika se vyznačuje korupcí a nerovností. Ropné bohatství země významně posílilo stabilitu režimu Ilhama Alijeva a obohatilo vládnoucí elity v Ázerbájdžánu. Ropné bohatství země umožnilo státu pořádat okázalé mezinárodní akce a také se zapojit do rozsáhlého lobbování v zahraničí.

Národní měnou je ázerbájdžánský manat. Soukromý sektor je v Ázerbájdžánu slabý, protože ekonomice dominují státní podniky. Více než polovina formální pracovní síly pracuje v Ázerbájdžánu pro vládu.

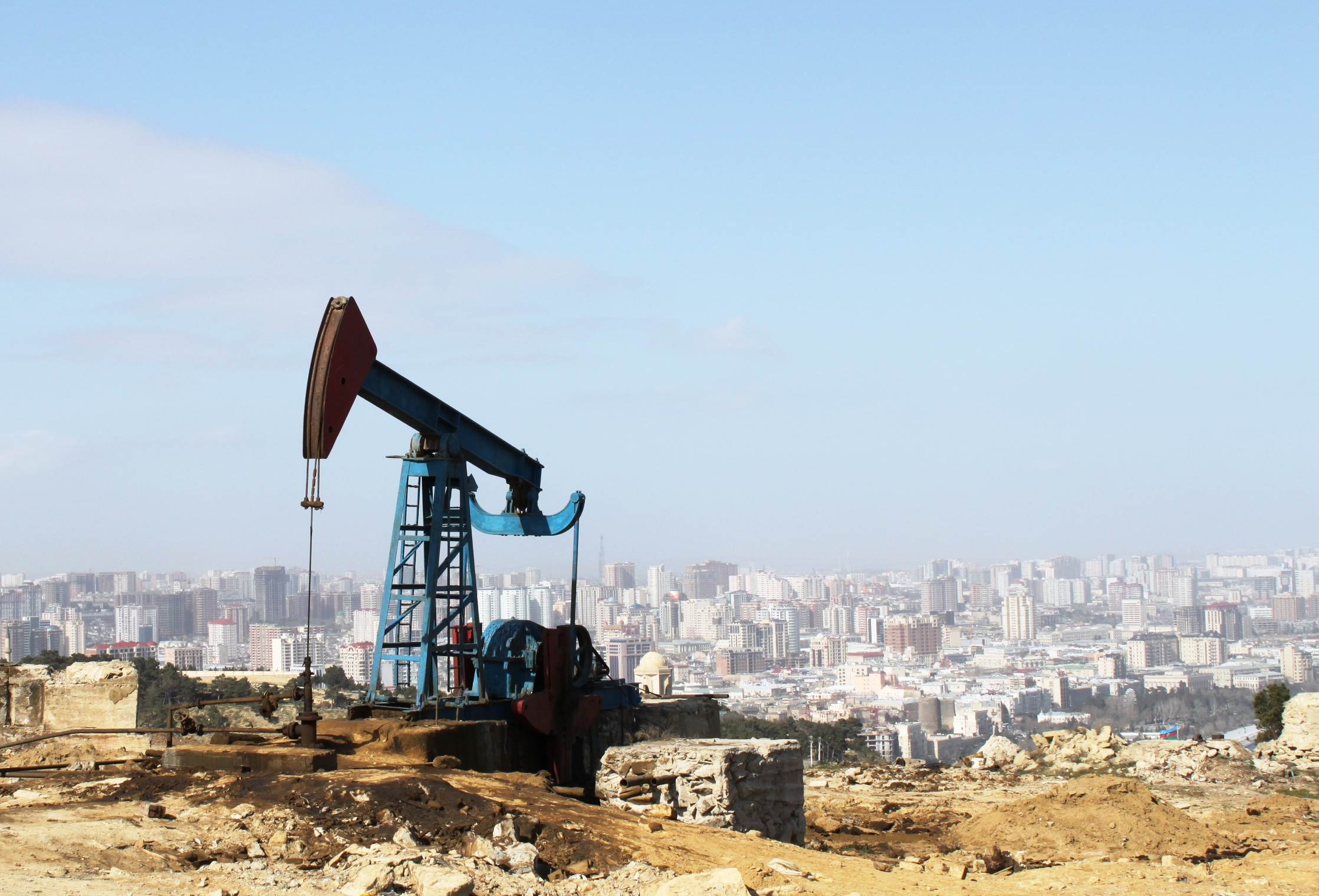
Těžba ropy na předměstí Baku

### Těžba ropy a plynu
Nejdůležitějším odvětvím národního hospodářství je těžba ropy, která je v zemi také částečně zpracovávána na ropné výrobky, převážně však vyvážena v surovém stavu. Ropný průmysl se na tvorbě hrubého domácího produktu podílí přibližně 60 % a tvoří asi 90 % ázerbájdžánského exportu. V nedávné době byl zčásti privatizován. V zemi působí mj. několik zahraničních firem specializovaných na služby pro těžbu ropy. Důležitá byla stavba ropovodu Baku–Tbilisi–Ceyhan, který je dlouhý 1 768 kilometrů a vede z ropných polí Azeri-Širag-Gunešli v Kaspickém moři do Středozemního moře. Ropovod spojuje tato ropná pole v blízkosti Baku s hlavním městem Gruzie a končí v Ceyhanu, tureckém přístavu na jihovýchodním břehu Středozemního moře. Je druhým nejdelším ropovodem na světě po ropovodu Družba. Největší objem ropy se vyváží (2019) do Itálie (11 miliard tun v hodnotě 5,5 miliardy dolarů), Izraele, Indie, Německa, Španělska, Číny, Česka a Francie. Celkové příjmy z vývozu ropy činily v roce 2019 14,45 miliardy dolarů.

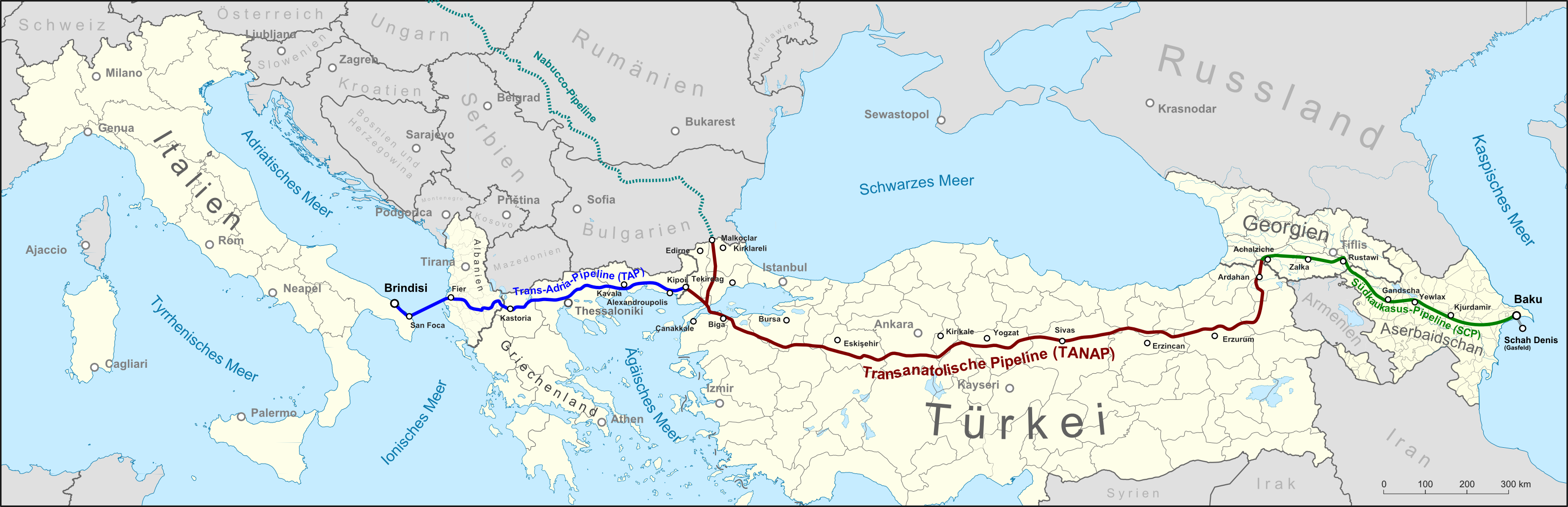
Jihokavkazský plynovod je napojen na Transanatolský plynovod, který bude přivádět zemní plyn z Ázerbájdžánu do EU

V posledních letech roste významně také těžba a vývoz zemního plynu. O tuto surovinu je velký zájem v zemích Evropské unie, o čemž svědčí plány na výstavbu plynovodu Nabucco spojujícího země Střední Asie a EU, jakkoli nerealizovaný. Jihokavkazský plynovod je součástí Jižního plynového koridoru, který má napojit Evropu přes Transanatolský plynovod na obrovské ložisko Šach Deniz v Ázerbájdžánu. Zemní plyn z Ázerbájdžánu má pomoci snížit závislost Evropské unie na dovozu zemního plynu z Ruska. V roce 2022 podepsala Evropská unie dohodu s Ázerbájdžánem na zvýšení dodávek zemního plynu do Evropy. Do roku 2027 by se měly dodávky zemního plynu z Ázerbájdžánu do Evropské unie zdvojnásobit.
Dalším motorem hospodářského růstu v Ázerbájdžánu je stavebnictví, a to výstavba bytových i kancelářských domů, obzvláště v hlavním městě Baku, ale i silnic a městských komunikací. V Baku vyrostlo v posledních letech mnoho výškových staveb, zčásti na místech původní starší zástavby.[zdroj?]
Asi 54,9 % plochy Ázerbájdžánu tvoří zemědělská půda – celkem 4,8 mil. ha (2007), což je nejvíc v celé kavkazské oblasti. Pěstuje se ovoce, zelenina, víno, bavlna, léčivé rostliny, v některých oblastech je možné pěstovat brambory, cukrovou řepu a tabák. V Kaspickém moři se loví jeseteři a vyza velká, populace těchto vzácných ryb, lovených zejména pro tradiční výrobu kaviáru, se však povážlivě ztenčuje.

## Obyvatelstvo

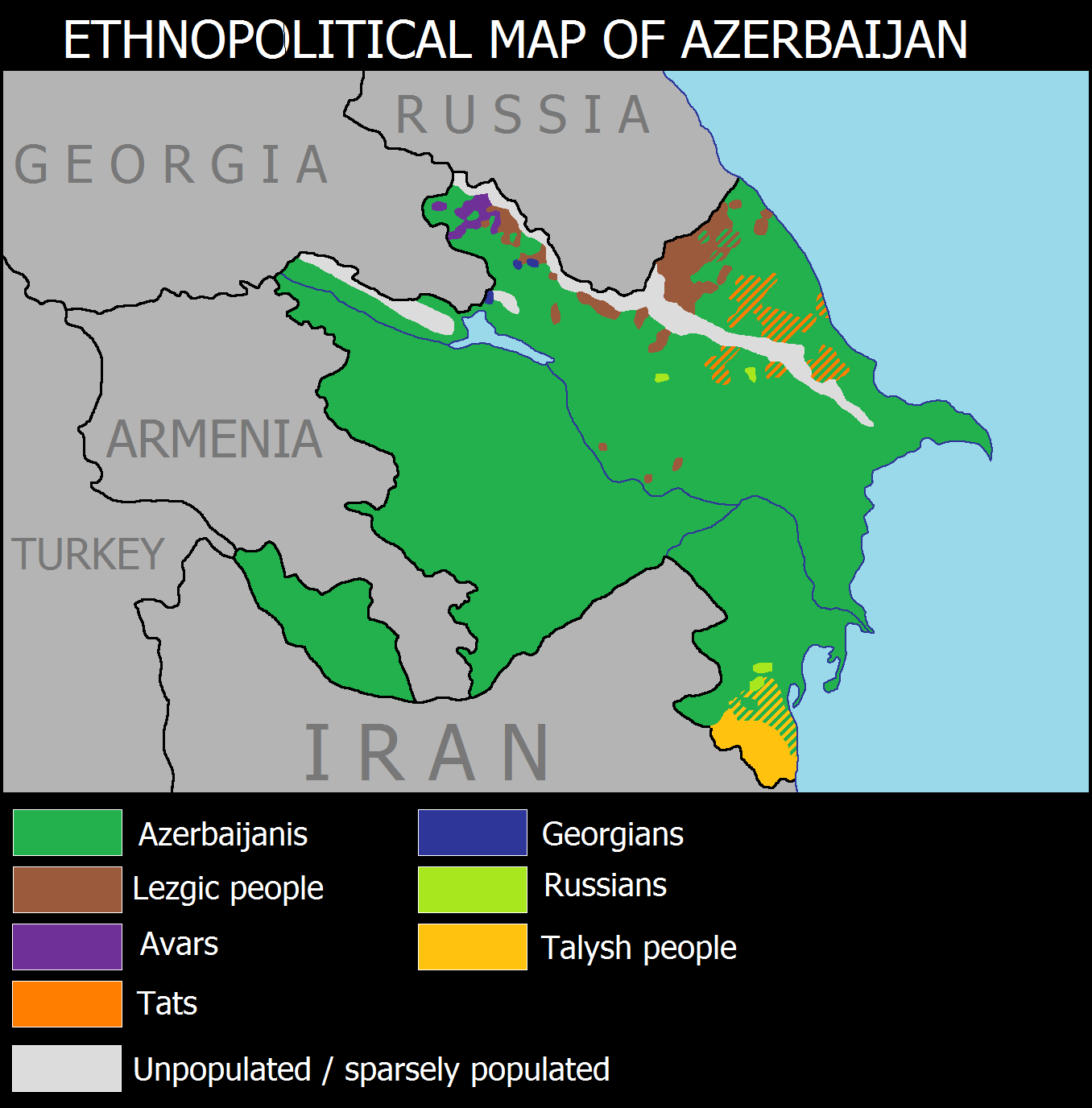
Etnická mapa země (2024, po rozpadu odtržené Republiky Arcach a exodu Arménů z Náhorního Karabachu v roce 2023).

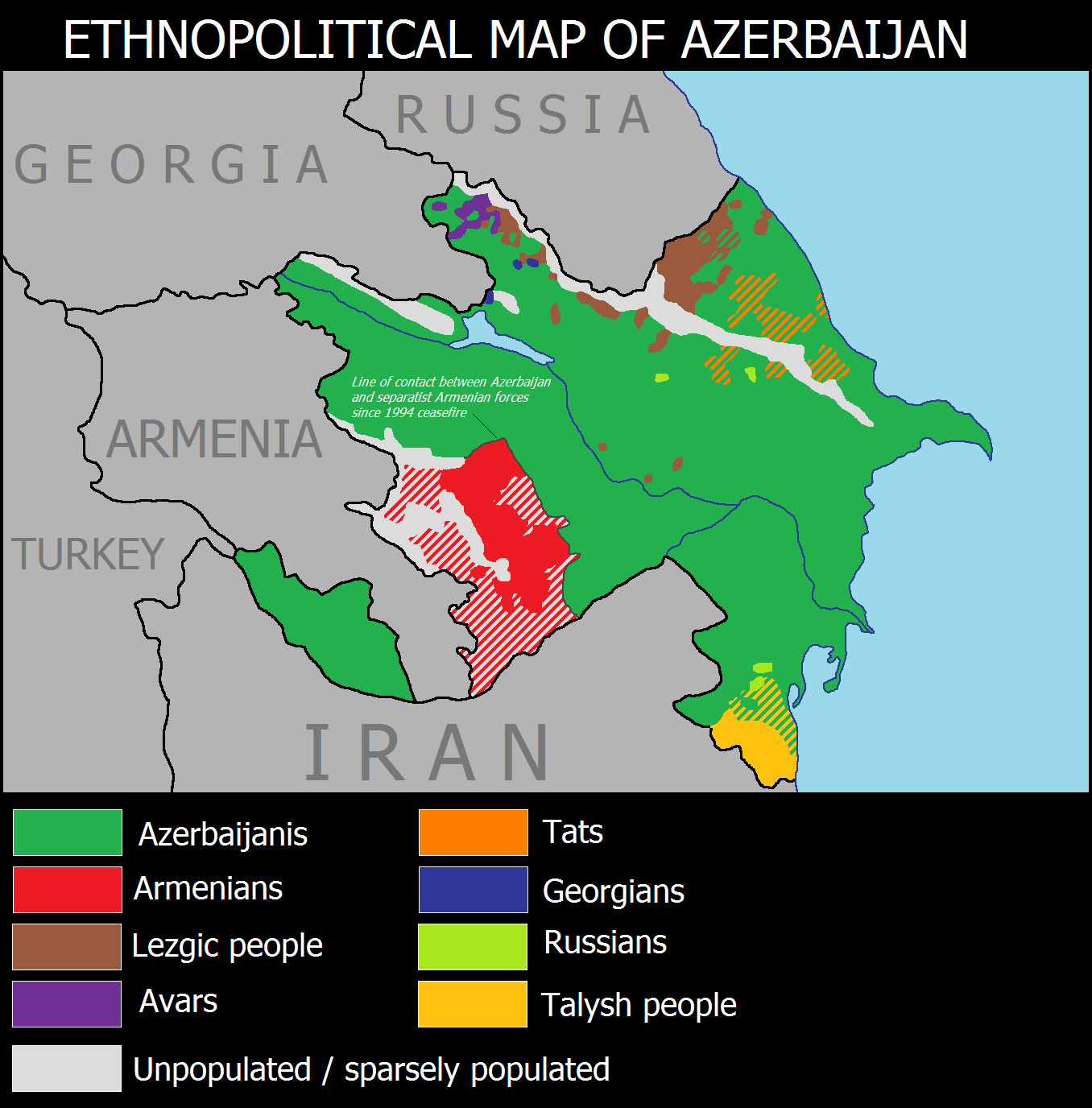
Etnická mapa (1994-2020, po první válce o Náhorní Karabach a před druhou válkou o Náhorní Karabach).

V roce 2013 měl Ázerbájdžán 9 356 500 obyvatel, z toho 91,6 % tvořili Azerové, 2,02 % Lezgové, 1,35 % Arméni (v samotném Ázerbájdžánu žádní nežijí, pouze v odtržené Náhorněkarabašské republice), 1,34 % Rusové, 1,26 % Talyšové a zbytek menší etnické skupiny (např. Kryzové, Tsakhurové).[zdroj?]
Většina Arménů utekla nebo byla vyhnána po dobytí Náhorního Karabachu Ázerbájdžánem v září 2023.
Demografické indikátory jsou v porovnání s okolními státy značně příznivé. V roce 2013 byla hrubá míra porodnosti 18,6 ‰, což představovalo zvýšení z 13,9 ‰ o deset let dříve. To je nejvíce z evropských států (budeme-li Ázerbájdžán za evropský stát považovat).
Podle různých zdrojů žije přibližně 20 milionů Azerů v sousedním Íránu.

### Jazyky
99,7 % Ázerbájdžánců mluví ázerbájdžánsky. Druhý nejpoužívanější jazyk je ruština, kterou se mluví zejména v hlavním městě Baku a na severu země. Jedním z prvních rozhodnutí ázerbájdžánského parlamentu po zisku nezávislosti v roce 1991 byl zákon o přechodu z písma cyrilice na latinku.

### Náboženství

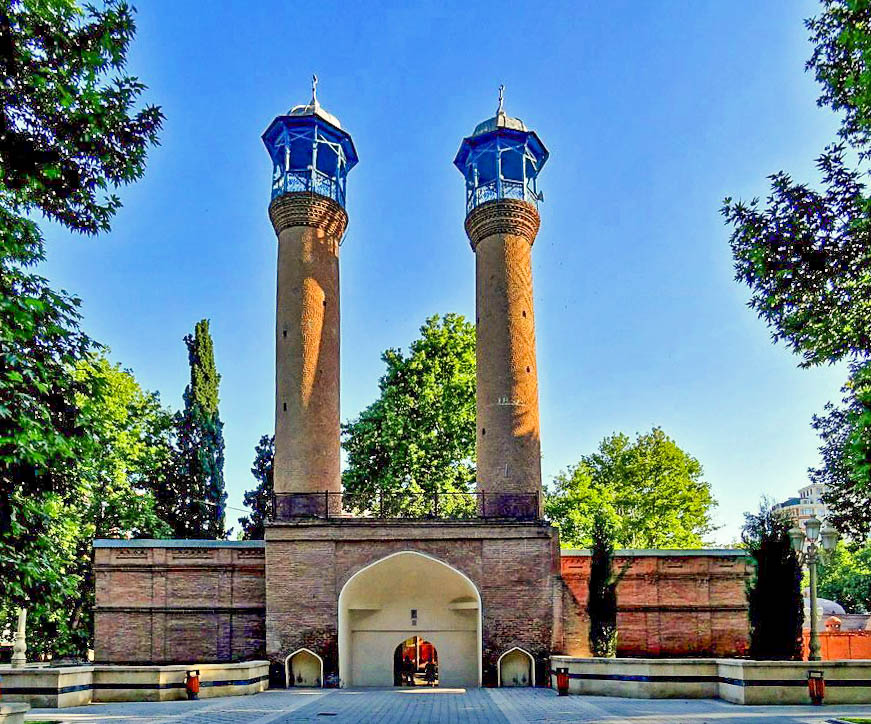
Mešita šáha Abbáse v Gandže

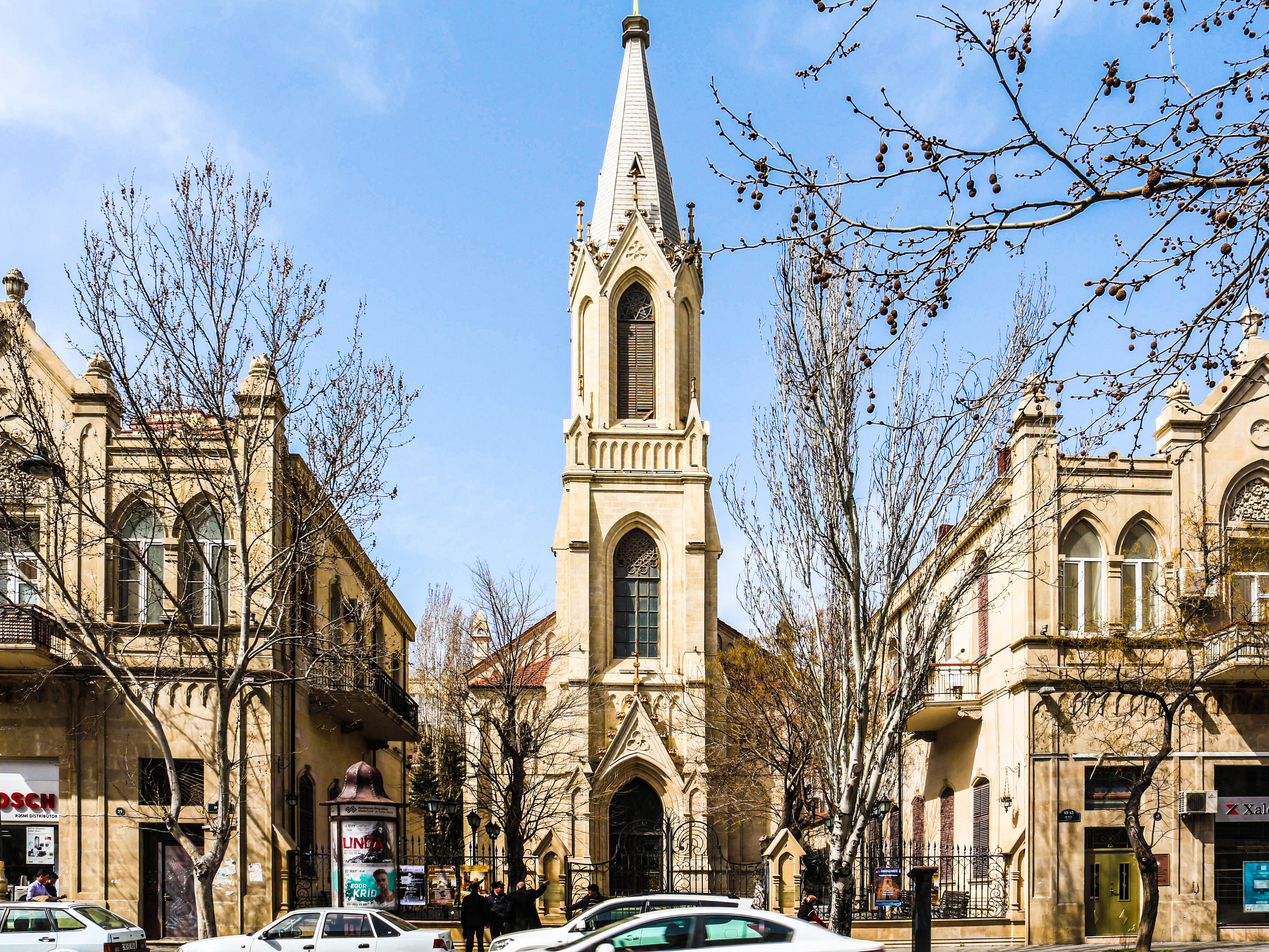
Luteránský kostel v Baku

Ázerbájdžán je považován za nejsekulárnější zemi s muslimskou většinou. Okolo 95 % populace tvoří muslimové.85 % muslimů se hlásí k šíitskému a 15 % k sunnitskému islámu. Ázerbájdžán má po Íránu procentuálně druhou nejvyšší šíitskou populaci. Ostatní víry jsou praktikovány různými etnickými skupinami v zemi. Podle článku 48 ústavy je Ázerbájdžán sekulární stát a zaručuje náboženskou svobodu. Ovšem v praxi je reálně i přes určité pozitivní tendence kulturní i náboženská svoboda stále potlačována dle reportů nezávislých agentur. Podle průzkumu z let 2006–2008, provedeného společností Gallup, je jen pro 21 % obyvatel Ázerbájdžánu víra důležitým prvkem jejich každodenního života.
Druhou nejrozšířenější náboženskou skupinou v zemi jsou pravoslavní, představují asi 2 % populace. Jejich víra se začala šířit v 19. století, spolu s ruskou kolonizací. První pravoslavný kostel v Baku byl postaven roku 1815. V roce 2011 se v Ázerbájdžánu nacházelo šest pravoslavných chrámu, tři z nich spadají pod jurisdikci ruské pravoslavné církve a další pod jurisdikci gruzínské pravoslavné církve. Mimo pravoslavnou církev stále stojí unikátní udinská křesťanská komunita, jejíž kořeny mají sahat až do časů starověké Kavkazské Albánie. Ačkoli proběhlo již několik jednání o jejím začlenění do pravoslavných struktur v Ázerbájdžánu, ke sloučení zatím nedošlo. Nejvíce pravoslavných žije v Baku.[zdroj?]
Židovská komunita v Ázerbájdžánu má dvoutisíciletou tradici. Město Qırmızı Qəsəbə (Krasnaja Sloboda) je označováno za jediné město s židovskou většinou na světě mimo Izrael. Počet Židů v zemi je odhadován na 12 000 a na rozdíl od jiných muslimských zemí nečelí antisemitismu, což přispívá k dobrým vztahům se státem Izrael. Největší komunita žije v Baku.

### Vzdělávání

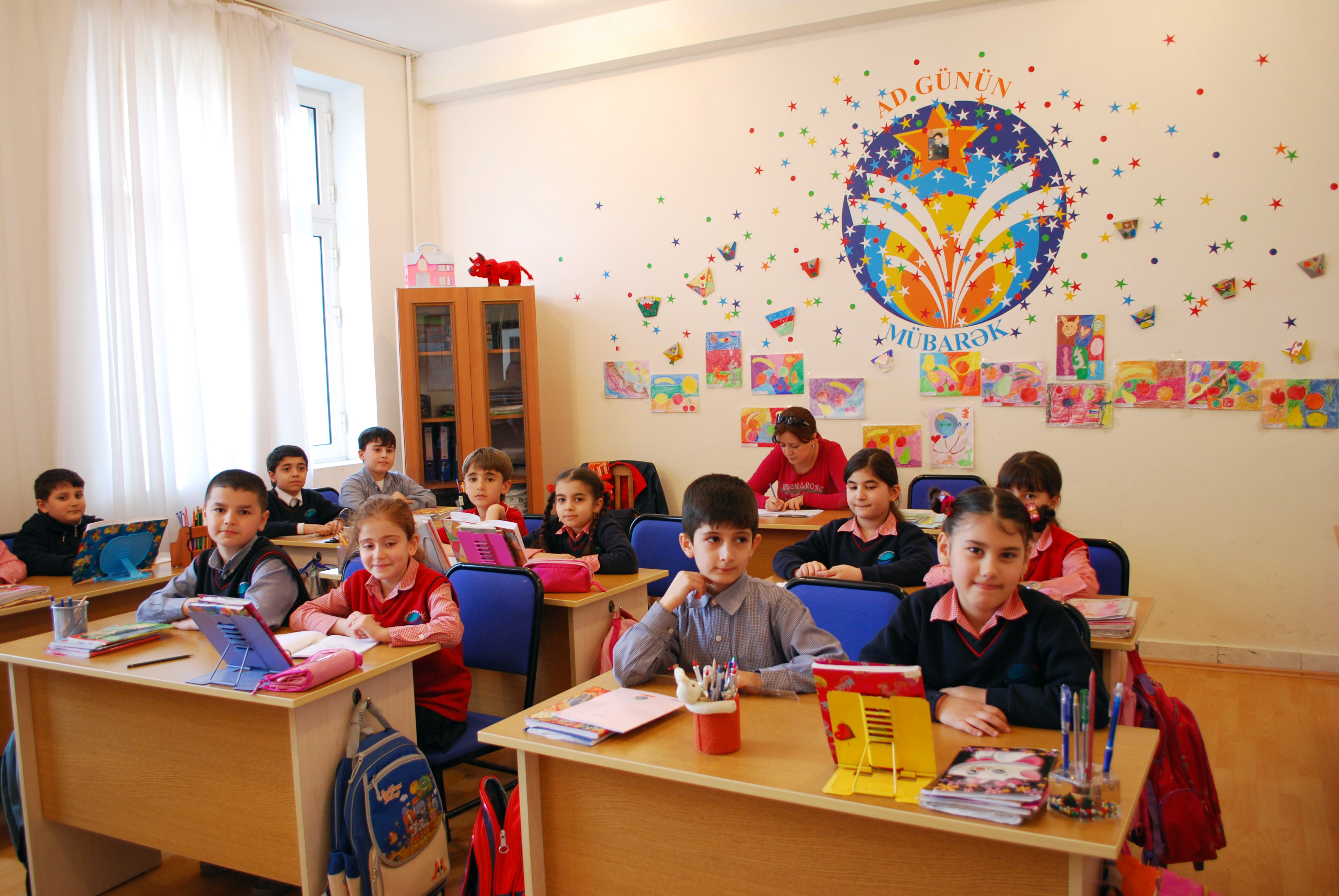
Třída ve škole Dunya

Relativně vysoké procento Ázerbájdžánců získalo nějaké vysokoškolské vzdělání, především v přírodovědných a technických oborech. V sovětské éře se gramotnost a průměrná úroveň vzdělání z velmi nízké výchozí úrovně dramaticky zvýšily, a to navzdory dvěma změnám standardní abecedy, z persko-arabského písma na latinku ve 20. letech 20. století a z latinky na cyrilici ve 30. letech 20. století. Podle sovětských údajů bylo v roce 1970 gramotných 100 % mužů a žen (ve věku od devíti do čtyřiceti devíti let), podle Zprávy Rozvojového programu OSN z roku 2009 činí gramotnost 99,5 %.
Od získání nezávislosti bylo jedním z prvních zákonů, které parlament přijal, aby se distancoval od Sovětského svazu, přijetí modifikované latinky, která nahradila cyrilici. kromě toho ázerbájdžánský systém prošel jen malými strukturálními změnami. K počátečním změnám patřilo obnovení náboženské výchovy (zakázané v sovětském období) a změny učebních osnov, které znovu zdůraznily používání ázerbájdžánského jazyka a odstranily ideologický obsah. Kromě základních škol zahrnují vzdělávací instituce tisíce předškolních zařízení, všeobecné střední školy a odborné školy, včetně specializovaných středních škol a technických učilišť. Vzdělávání do deváté třídy je povinné.

### Literatura

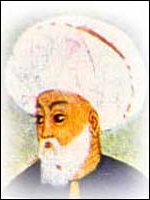
Muhammad Füzuli

## Kultura

### Hudba

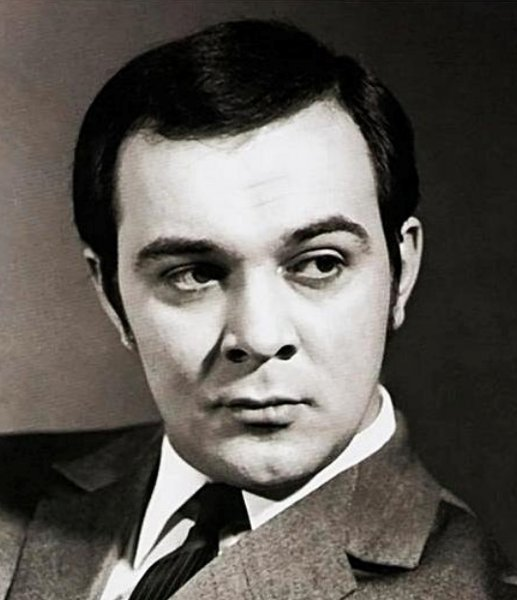
Muslim Magomajev

Ázerbájdžánci mají silnou hudební tradici. Nejproslulejším skladatelem vážné hudby je Uzeir Hadžibekov. Je mj. autorem státní hymny Azərbaycan marşı. V jeho stopách šli Fikret Amirov a Kara Karajev. Arif Malikov se proslavil hudbou pro balet. Z Baku pocházel i slavný violoncellista a dirigent Mstislav Rostropovič. Nejúspěšnější ázerbájdžánskou operní zpěvačkou byla Zejnab Chanlarova, pěvcem Bulbul.
V jazzu jsou světově nejproslulejšími Aziza Mustafa Zadehová a její otec Vagif Mustafazadeh. V oblasti populární hudby je světově nejznámějším Ázerbájdžáncem bezpochyby Muslim Magomajev (již jeho děd a jmenovec byl významným hudebním skladatelem). K dalším populárním zpěvákům patřili Aygün Kazımova či Rašid Behbudov. V Íránu se z Azerů prosadila v pop music nejvíce zpěvačka Guguš, v Británii to je Sami Yusuf. Popové duo Ell & Nikki v roce 2011 zvítězilo v mezinárodní pěvecké soutěži Eurovision Song Contest, která se konala v německém Düsseldorfu.
Tradiční je hudební styl mugam. V roce 2003 byl zapsán na seznam světového nehmotného kulturního dědictví UNESCO. Nejznámějším zpěvákem moderního mughamu je Alim Kasimov.

### Vizuální umění a architektura

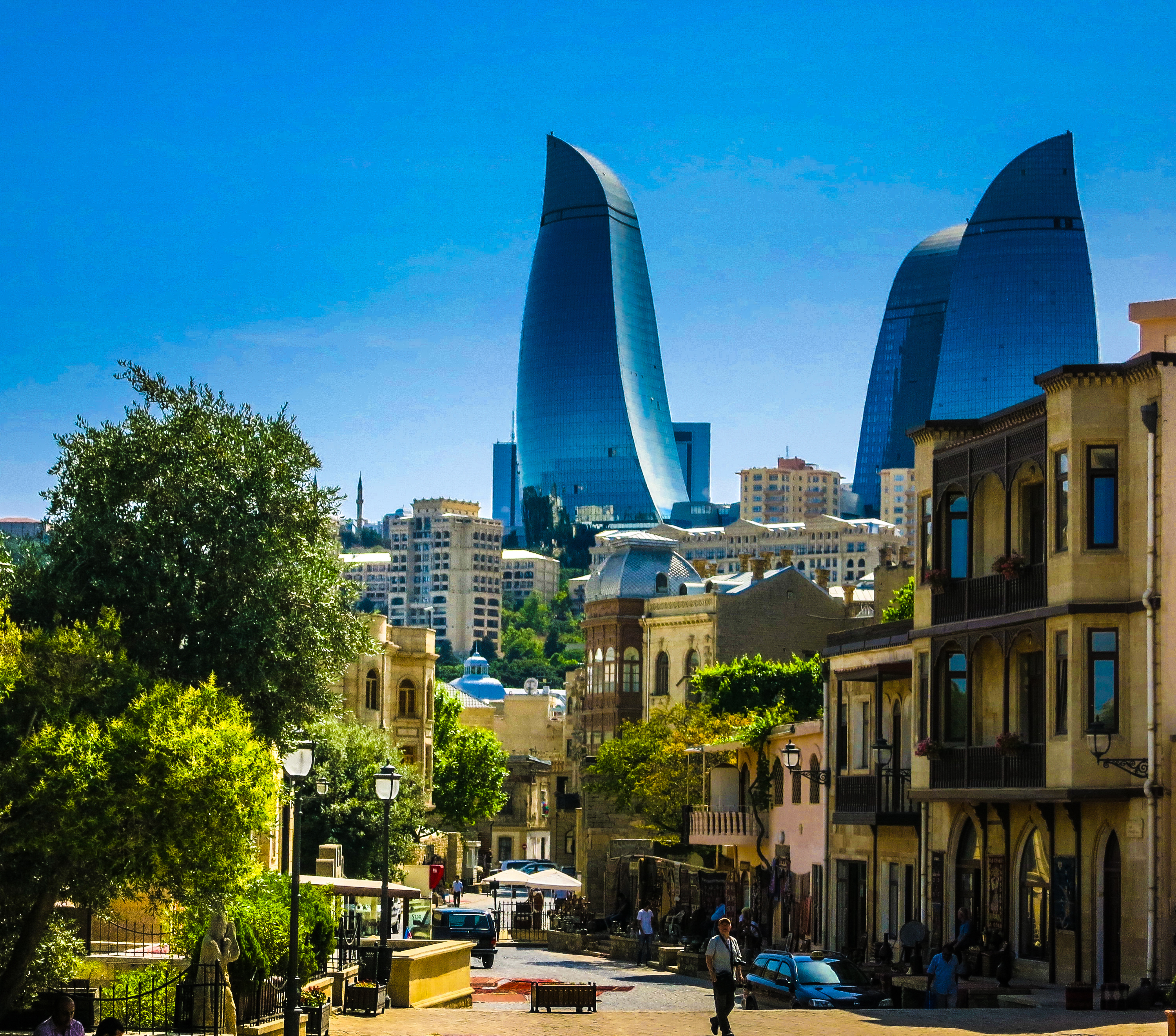
Plamenné věže

Nejznámějšími výtvarnými umělci narozenými v Ázerbájdžánu jsou sochař Fuad Abdurahmanov, malíři Tahir Salahov a Sattar Bahlulzade nebo filmový režisér Rustam Ibragimbekov. Tradiční ázerbájdžánské umění tkaní koberců bylo v roce 2010 zapsáno na seznam světového nehmotného kulturního dědictví UNESCO. Největší sbírku těchto koberců vlastní Ázerbájdžánské národní muzeum koberců v Baku.
K nejcennějším architektonickým památkám patří ty ve starém Baku: Panenská věž, Palác Širvanšáhů či Atəşgah. Mimo Baku je to například Palác chánů ve městě Şəki, v roce 2019 zapsaný na seznam Světového dědictví.
Obrovské zisky z ropy umožnily Hejdaru Alijevovi zaplnit po roce 1993 hlavní město i unikátními moderními stavbami. K takovým patří Centrum Hejdara Alijeva, jež navrhla Zaha Hadidová, či Plamenné věže. Tento mrakodrap se stal nejznámějším symbolem moderního Ázerbájdžánu i proto, že tvar plamenů odkazuje k přezdívce „Země ohně“, již Ázerbájdžán má – jednak díky předislámské tradici uctívání ohně a jednak díky ropným věžím s ohněm na vrcholu. Oheň je i ve státním znaku. K dalším pozoruhodným moderním stavbám v Baku patří Krystalová hala nebo věž SOCAR, jež je sídlem státní ropné společnosti. Svou velkorysou výzdobou budí pozornost i metro v Baku.[zdroj?]

### Tradice

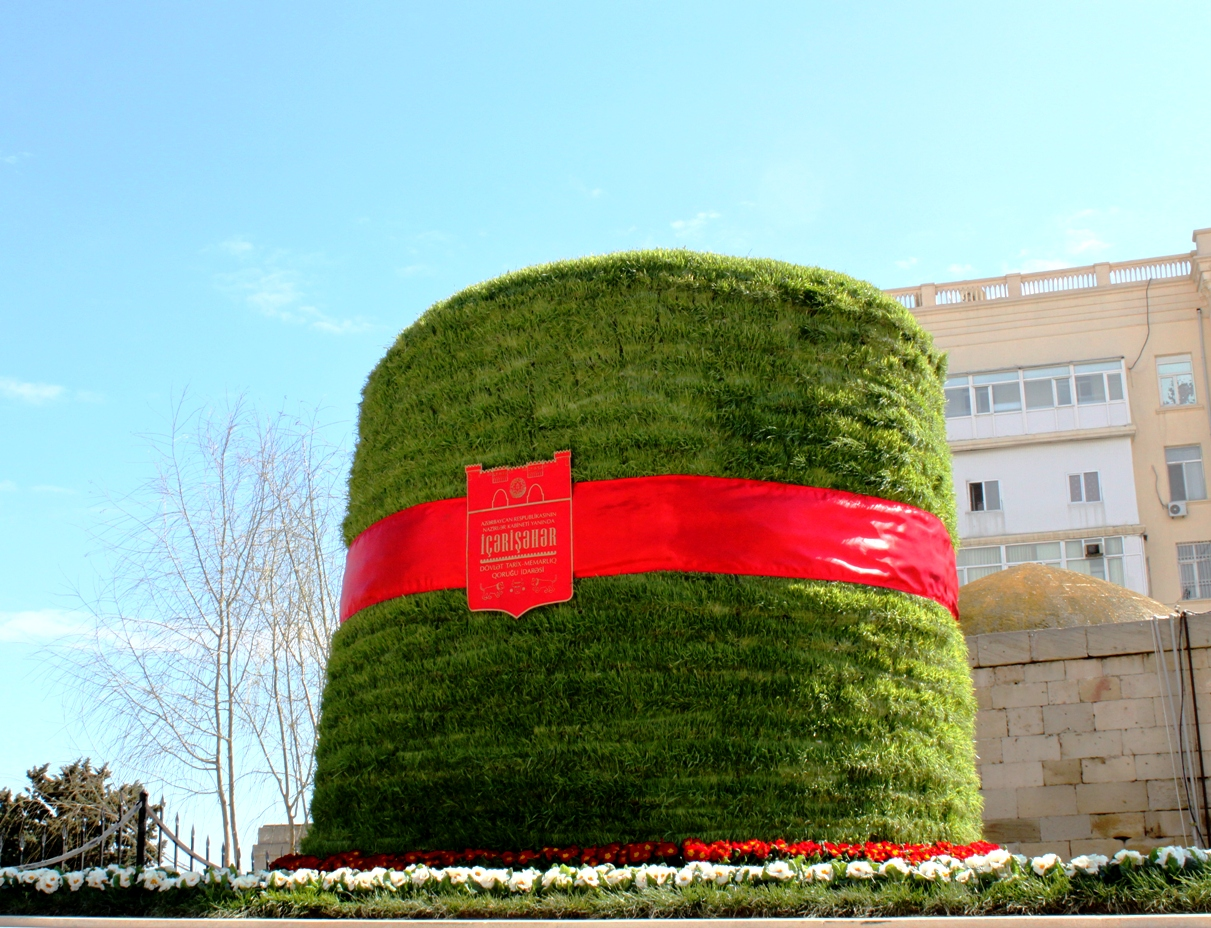
Pouliční výzdoba v Baku během svátku Nourúz. Poukazuje na tvar cukrovinky samani, která se během svátku připravuje.

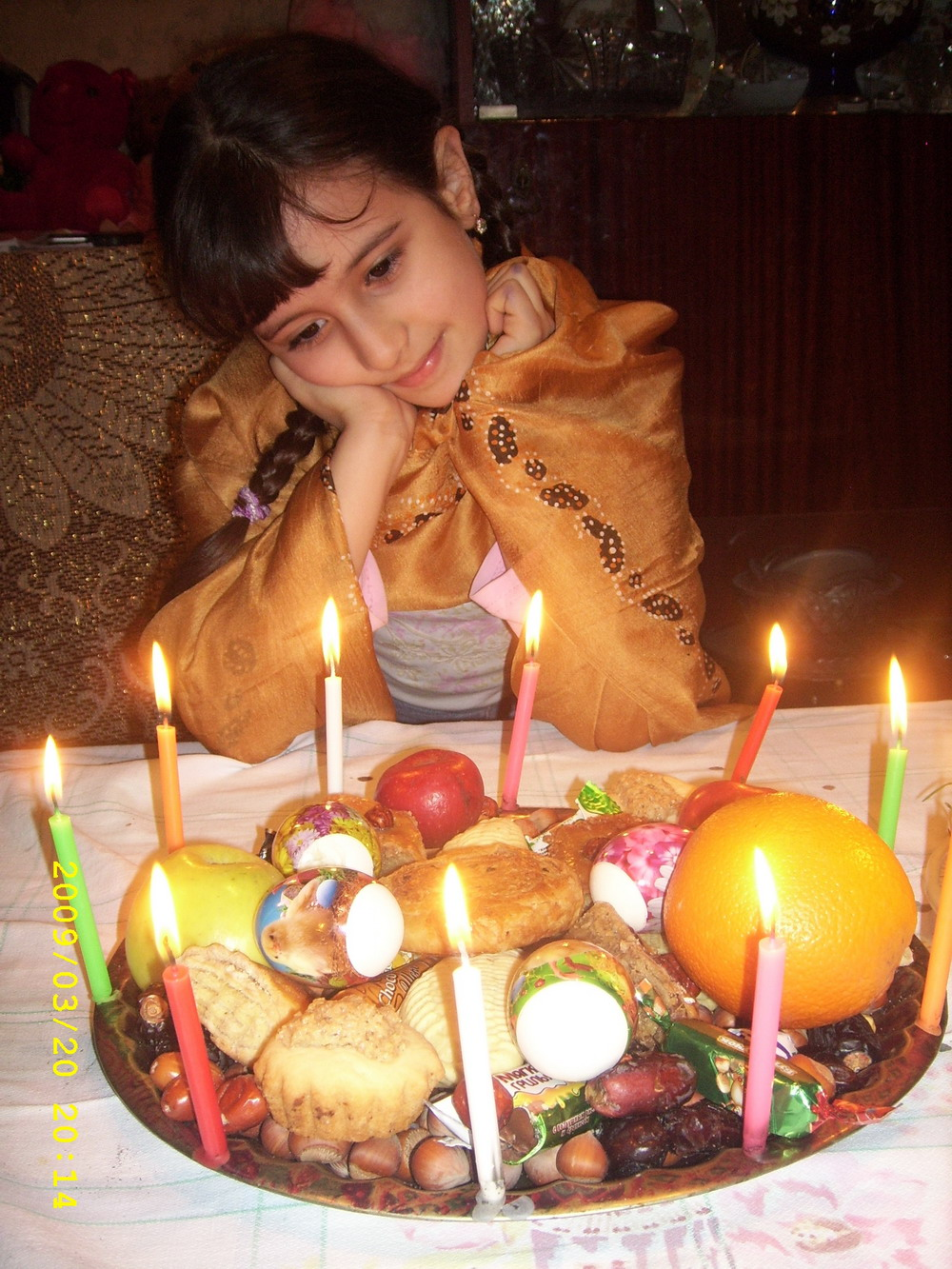
Azerská dívka s klončou

Největším svátkem je oslava nového roku (a jarní rovnodennosti) Nourúz (Novruz Bayramı). Svátek má perské a zoroastristické kořeny, slaví se již 3000 let. Za sovětských časů se slavil jen neoficiálně, v určité době byly oslavy dokonce zakázány. Dnes je státním svátkem a pracující mají ze zákona pět dní volna k jeho oslavě.
Každý ze čtyř týdnů, který předchází tomuto svátku, je věnován jednomu z tradičních živlů – vodě, ohni, zemi a větru. Lidé dělají sváteční úklid, vysazují stromy, vyrábějí nové šaty, malují vejce, pečou národní pečivo a různé sladkosti, a pak tyto pochutiny servírují během slavnostní večeře na tácu ozdobeném svícemi, který se nazývá klonča. Se svátkem je spojena řada folklórních tradic. Každé úterý během čtyř týdnů před svátkem děti přeskakují ohně a zapalují se svíčky.
Během vrcholu svátku se konají hudební festivaly a hry (Kos-kosa, Chdir Ilyas aj.), lidé nosí tradiční oděvy (čocha, rusky zvaná čerkeska, nebo čepice papacha) a navštěvují a udržují hroby příbuzných.

### Kuchyně

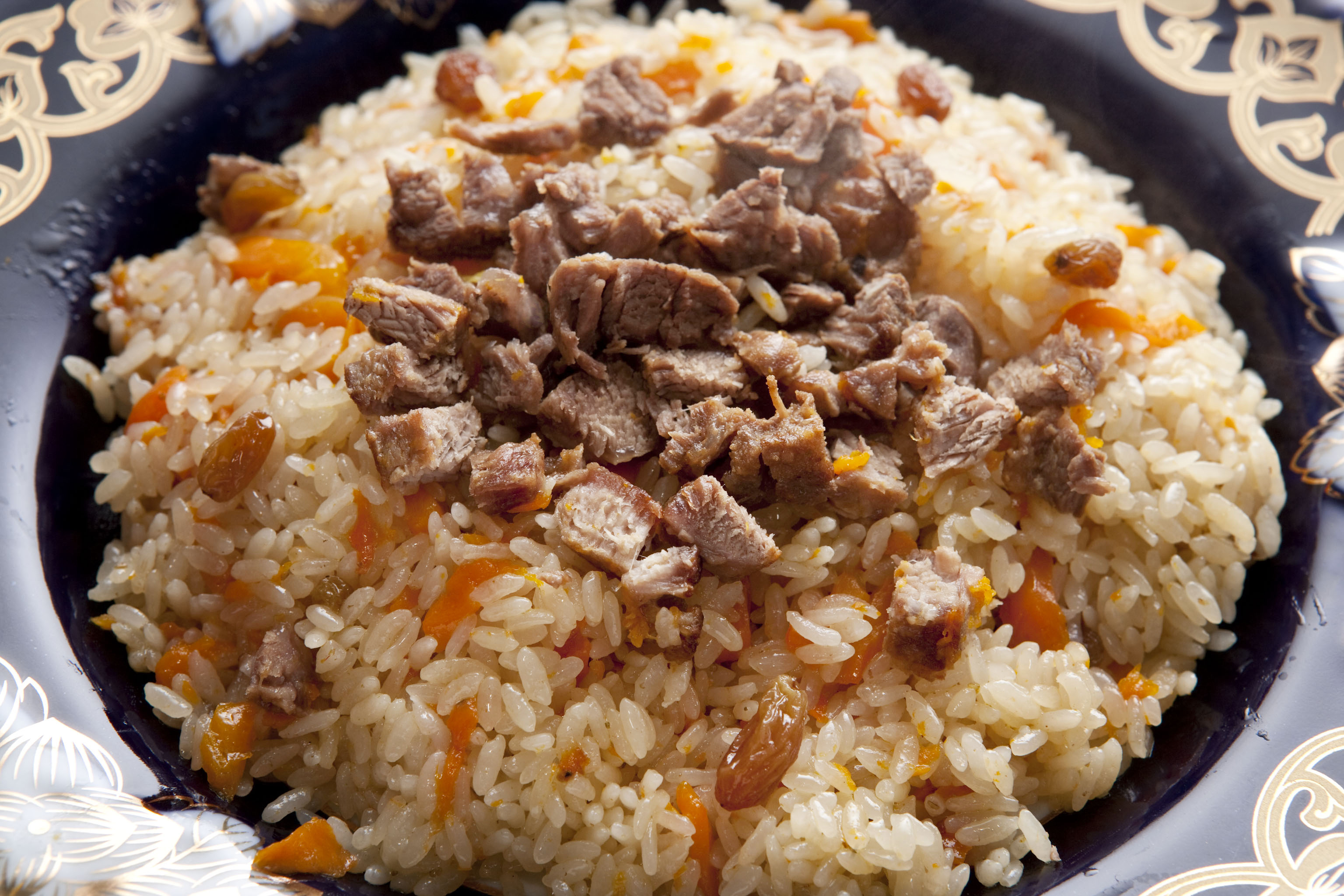
Pilaf

Ázerbájdžán je odedávna proslulý svou národní kuchyní. Hojnost ovoce, zeleniny, aromatických bylin a koření inspirovala ázerbájdžánské mistry kuchaře, kteří vytvořili velké množství nejrůznějších národních jídel. I ti nejzkušenější gurmáni, přijíždějící do Ázerbájdžánu ze všech konců světa, jsou nadšeni rafinovaností chutí a jemným aromatem těchto pokrmů. Ne náhodou je Ázerbájdžán krajem lidí dožívajících se vysokého stáří. Vědci vysvětlují tento jev v prvé řadě příznivým klimatem, dále způsobem života a v neposlední řadě zdravou a pravidelnou stravou. Ázerbájdžánci jsou velice hrdí na svou kuchyni. Nejznámějšími pokrmy z ázerbájdžánské kuchyně, které jsou ceněny na celém světě, jsou plov (pilaf), šašlik (druh kebabu), dolma (plněné vinné listy) a sladké dezerty, jako pachlava a šakerbura, chalva a také goghal. Plov zvaný též pilaf je národním jídlem. Připravuje se z rýže s nejrůznějšími masovými, rybími, ovocnými a dalšími obměnami, podle nichž je také plov pojmenován – plov tojug (s kuřecím masem), plov širin (se sladkým sušeným ovocem) atd. Je známo na čtyřicet receptů přípravy tohoto pokrmu. Šašlik se připravuje z různých druhů masa, specialitou je pak šašlik z jesetera. Neodmyslitelně k němu a jiným rybím pokrmům patří studená omáčka z granátových jablek naršarab. Nejpopulárnější šašlik – lulja-kabáb – je ovšem z mletého skopového masa, k němuž se přidává tuk z kurďuku (tuk ze zadní části, zvláště kolem ocasu, některých druhů ovcí). Oběd většinou končí nejoblíbenějším ázerbájdžánským nápojem: ovocným šerbetem. Nakonec se podává aromatický černý čaj nebo čaj z máty, vařený v samovaru. K němu se podává zavařenina z kdoulí, fíků, melounové kůry, meruněk, třešní, višní, malin, jahod, sliv, dřínových bobulí, ostružin, vinných hroznů nebo plátků z růží.[zdroj?]

### Věda

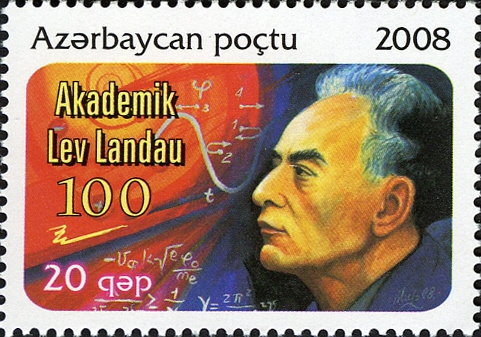
Lev Landau na ázerbájdžánské známce

Nejslavnějším ázerbájdžánským vědcem je bezpochyby nositel Nobelovy ceny Lev Landau. V oblasti počítačové vědy, ale i matematiky, se prosadil autor konceptu „fuzzy vědy“ Lotfi Zadeh. V časech Sovětského svazu ovlivnil vývoj raketové techniky Kerim Kerimov. Genrich Saulovič Altšuller vyvinul metodologii inovaci TRIZ. Významným chemikem 19. století byl Nikolaj Zinin. Ázerbájdžánci považují za Azera i perského učence Naṣīr al-Dīn al-Ṭūsīho.
Ázerbájdžánská národní kosmická agentura vyslala 7. února 2013 svůj první satelit AzerSat 1 na oběžné dráhu Země. Využila k tomu kosmodrom Kourou na Francouzské Guyaně. Satelit pokrývá Evropu a významnou část Asie a slouží k šíření televize, rozhlasu i internetu.
Kavkazská oblast je seizmicky neklidná (jak dokázalo například zemětřesení v Arménii roku 1988), a tak se ázerbájdžánská věda věnuje velmi intenzivně předpovědím zemětřesení a návrhům budov odolných vůči otřesům. Největších úspěchů v tom dosáhl seismolog Elchin Chalilov.
Nejvýznamnějším představitelem humanitních a sociálních věd je politolog a analytik Svobodné Evropy Mirza Khazar, jenž rovněž proslul novým překladem Bible do ázerbájdžánštiny.[zdroj?]

### Sport

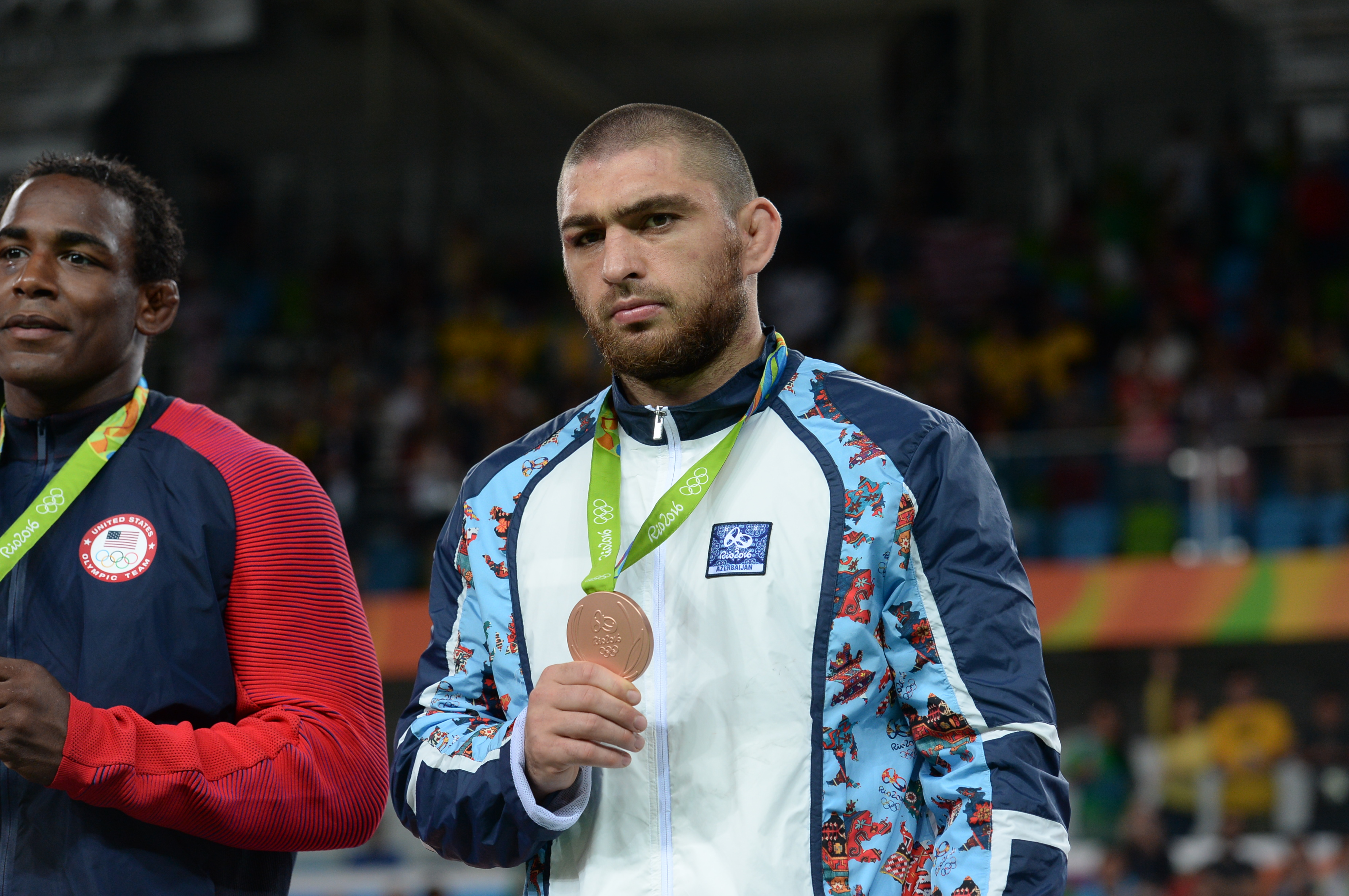
Šarif Šarifov

Ve sportu se Azerové mohou pochlubit slavnou zápasnickou školou. Zlatou olympijskou medaili v zápase získali Šarif Šarifov, Togrul Asgarov, Namig Abdullajev a Farid Mansurov. Rovšan Bajramov má dvě stříbra. Také judo si Kavkazané dobře osvojili, olympijské zlato v této disciplíně mají Elnur Mammadli a Nazim Hüseynov. Dalším úpolovým sportem, který se v Ázerbájdžánu dobře uchytil, je taekwondo, v němž získal olympijské zlato Radik Isajev. Pro samostatný Ázerbájdžán vybojovala vůbec první zlatou olympijskou medaili střelkyně Zemfira Meftahatdinova. Azer Hossein Rezazadeh má dvě olympijská zlata ve vzpírání, ovšem vybojovaná v íránské reprezentaci, stejně je na tom teakwondista Hadi Saei. Volejbalistka Inna Ryskalová má také dvě olympijská zlata, ale z časů Sovětského svazu. V roce 2000 byla uvedena do Síně slávy Mezinárodní volejbalové federace.

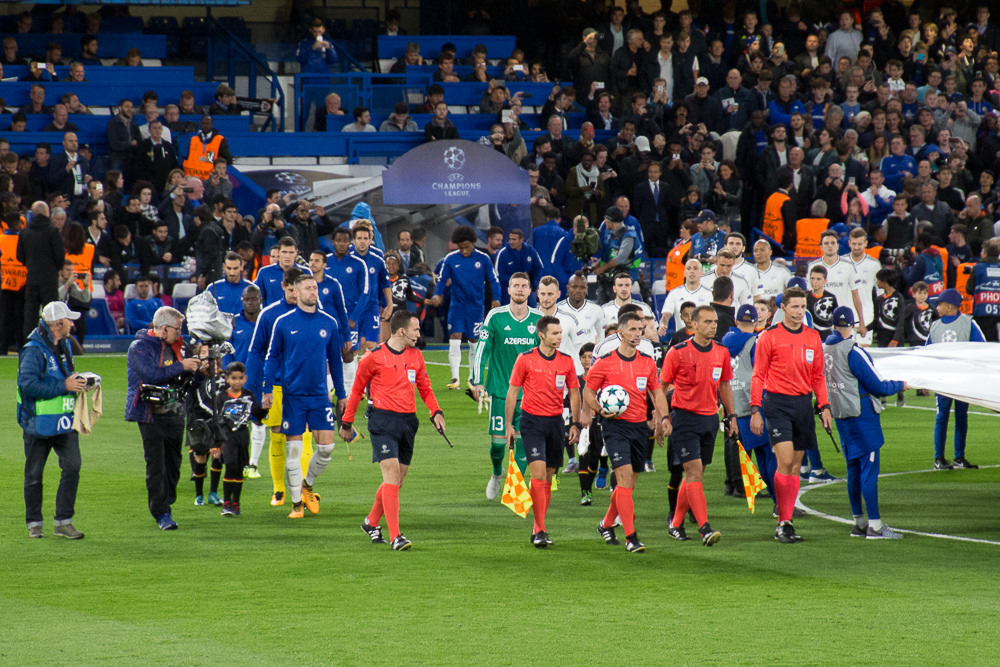
Karabach nastupuje v základní skupině Ligy mistrů proti Chelsea

Ve fotbalové reprezentaci SSSR se nejvíce prosadil Anatolij Baniševskij, držitel stříbra z mistrovství Evropy roku 1972. Ali Daeí vytvořil v dresu Íránu rekord v počtu branek vstřelených za národní mužstvo. Fotbalový rozhodčí Tofik Bachramov sehrál slavnou roli při finále mistrovství světa roku 1966. Qarabağ FK se stal prvním ázerbájdžánským fotbalovým klubem, kterému se v sezóně 2017/18 podařilo postoupit do skupinové fáze Ligy mistrů UEFA.
Nejznámějším ázerbájdžánským basketbalistou je Jaycee Carroll, vítěz Euroligy. Slavnou šachovou školu reprezentují Šachrijar Mamedjarov, Tejmur Radžabov či Vugar Gašimov. V Baku se narodil i legendární šachista Garri Kasparov. V Krystalové hale byla roku 2016 uspořádána 42. šachová olympiáda.
Na evropské poměry poměrně neobvyklý krok učinila ázerbájdžánská vláda v letech 2013–2015, kdy se stala oficiálním sponzorem španělského fotbalového klubu Atlético Madrid, který pak nosil na dresu logo Azerbaijan – Land of Fire. Šlo o státní marketing formou, již jinak zatím využívají většinou jen obchodní společnosti.

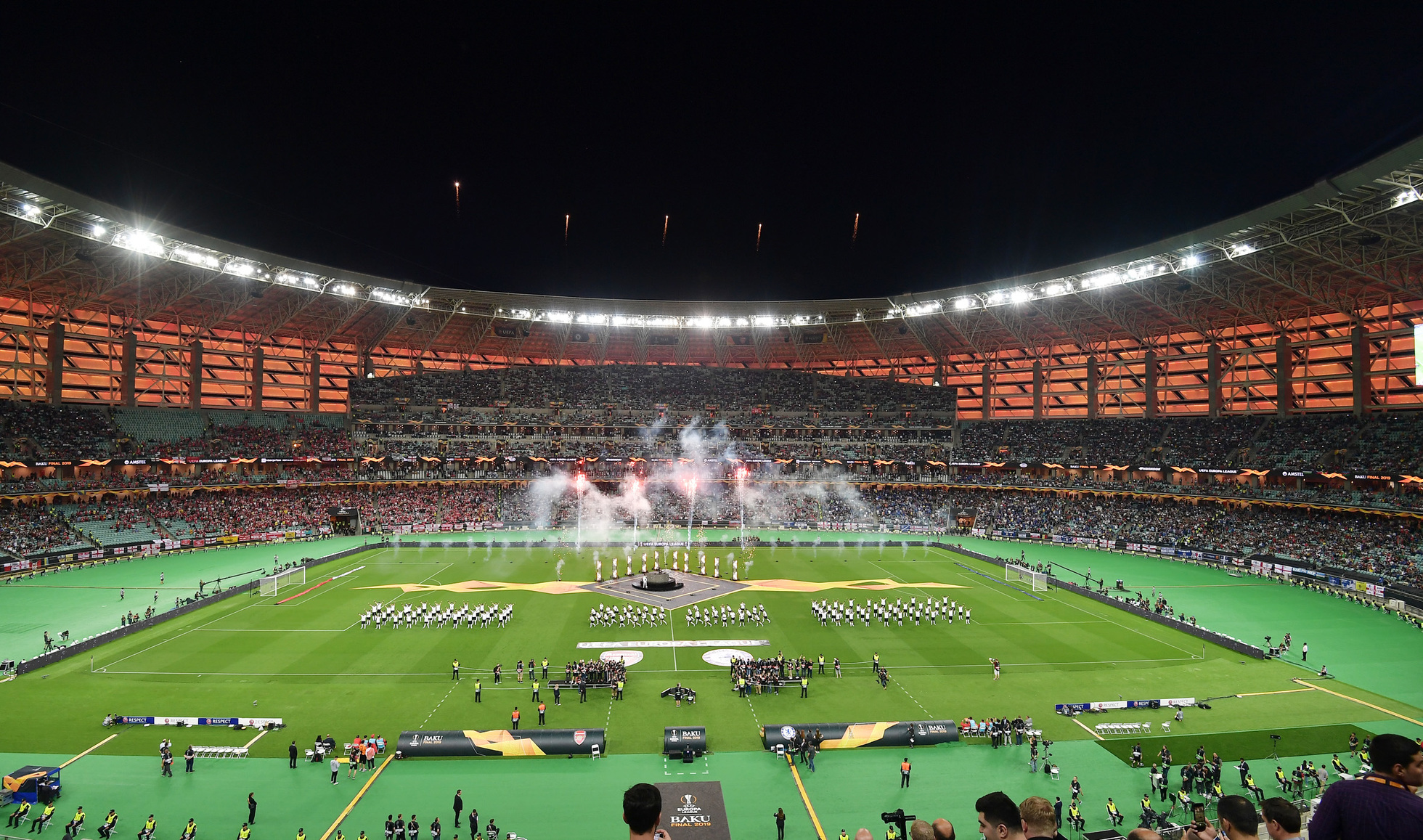
Olympijský stadion v Baku

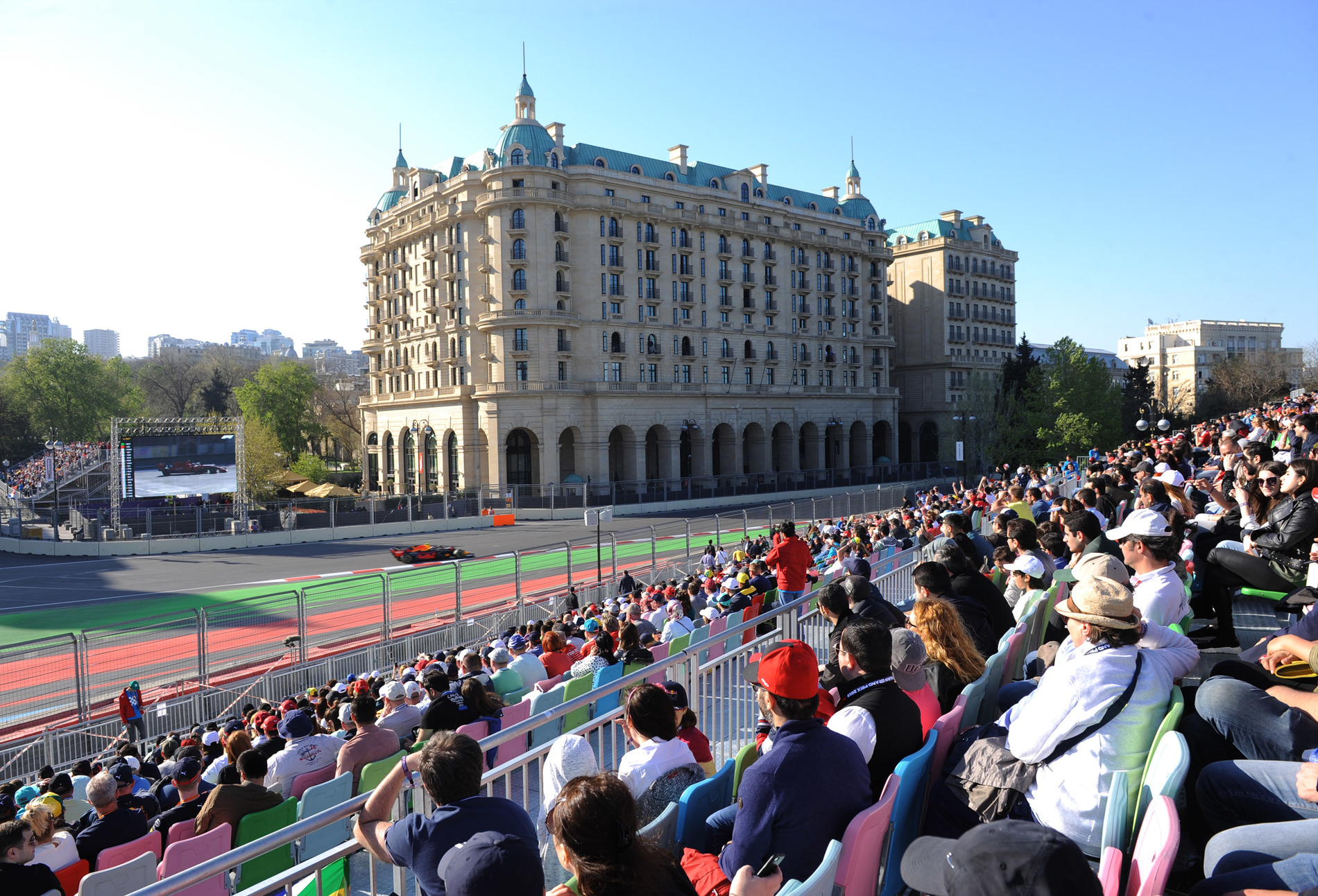
Závody F1 na městském okruhu v Baku

Mimořádně populární je v Ázerbájdžánu stolní desková hra vrhcáby. Je možno ji spatřit hrát nezřídka na ulicích. Deskové hry mají v zemi tradici minimálně 4 000 let.
Od roku 2017 země pořádá závod formule 1 Grand Prix Ázerbájdžánu, a to na okruhu Baku City Circuit, jenž byl postaven v roce 2016. Architektonicky pozoruhodným dílem je Olympijský stadion v Baku otevřený v roce 2015, jenž sloužil jako ústřední dějiště prvních Evropských her. Hostil jedno čtvrtfinále Mistrovství Evropy ve fotbale roku 2020, v němž se střetlo Česko s Dánskem. V květnu 2019 se zde hrálo finále Evropské ligy UEFA.